# Plashoeve (Lieshout)
De Plashoeve in het Noord-Brabantse Lieshout is omstreeks het jaar 1050 gesticht als ontginningsboerderij in het domein Lieshout. Ongeveer honderd jaar na de uitgifte werd de hoeve eigendom van de Sint-Servaaskerk te Maastricht. In 1201 kreeg de abdij van Floreffe de hoeve in leen. Deze abdij verwierf het volle eigendom in 1283. In 1698 is de hoeve verkocht aan de toenmalige pachter. De Plashoeve bleef zeven generaties lang eigendom van diens familie.
De bewoners van de Plashoeve zijn bekend vanaf 1628. Zij waren, als eigenaren van een grote voormalige domeinhoeve, belangrijke personen in het dorpsleven en velen van hen bekleedden bestuursfuncties in de heerlijkheid Lieshout. Ondanks hun relatieve welstand hadden zij een hard bestaan. De schrale zandgronden vergden zware arbeid en de oogsten waren karig. Er werden na de vrede van Münster bovendien extra belastingen opgelegd, die amper opgebracht konden worden.
De huidige boerderij is omstreeks 1750 gebouwd als langgevelboerderij. Vijftig jaar later is de hoeve ingrijpend verbouwd. In de daaropvolgende decennia kromp de oppervlakte van de percelen die tot de hoeve behoorden door opeenvolgende boedelscheidingen van 34 naar 2 hectare. In 1868 is de Plashoeve op een openbare verkoping verkocht aan een familie die de hoeve vier generaties in bezit hield. In 1970 is de hoeve opnieuw verkocht. De nieuwe eigenaar restaureerde de boerderij en verkreeg voor de Plashoeve de monumentenstatus.

## Periode 1050 tot 1698, adellijk en kerkelijk bezit
De Plashoeve, tot de 18e eeuw hoeve vander Plasse genoemd, is omstreeks 1050 als mansus (domeinhoeve) gesticht in het voormalige domein Lieshout. In die tijd had het woord hoeve nog niet de betekenis van boerenbedrijf. Het was een oppervlaktemaat waarmee de hoeveelheid grond werd aangeduid waarvan een boer met zijn gezin kon leven. De boer aan wie de Plashoeve werd uitgegeven was geen vrij man maar een horige. Hij kreeg het recht om 14 hectare woeste grond in cultuur te brengen in het Baverden, een laaggelegen gebied in het noordwestelijk deel van het domein. Als tegenprestatie moest hij een deel van de oogst afstaan en moest hij crouwaijen (herendiensten) verlenen. Verder mocht hij zonder toestemming van de heer van Lieshout niet naar elders verhuizen en had zijn zoon het recht én de plicht hem op de Plashoeve op te volgen.
De Plashoeve is met drie andere hoeven op onbekende wijze uit het domein verloren gegaan. Omstreeks 1140 schonken de nieuwe eigenaren de vier hoeven aan de Sint-Servaaskerk te Maastricht. Deze schenking werd in 1146 bevestigd door koning Koenraad III. In 1201 gaf het kapittel van de Sint-Servaaskerk de vier hoeven te leen aan de abdij van Floreffe. Deze abdij was door een schenking in het bezit gekomen van het domein Lieshout. In 1283 verkreeg de abdij de volledige rechten op de Plashoeve en de andere drie verloren hoeven. Daarmee was het domein weer compleet.
In 1587 was de Plashoeve een van de omtrent sesse oft zeven hoeven die in Lieshout tegelijk met de molen door Staatse troepen werden afgebrant. De abdij van Floreffe heeft de hoeven en de molen binnen enkele jaren laten herbouwen en heeft tot het restaureren groote en swaere costen moeten doen.
De verwoeste hoeven waren nog woonstalhuizen die hun stevigheid kregen van palen die diep in de grond verankerd waren. Deze boerderijen hadden een levensduur van minder dan honderd jaar; dan waren de palen onderaan verrot. Zoals in die tijd gebruikelijk was, werd de Plashoeve herbouwd als hallenhuis. Het hallenhuis heeft als belangrijkste kenmerk de toepassing van het ankerbalkgebint. De constructie van dit gebint is zo stevig dat de palen niet meer in de grond verankerd hoefden te worden; zij werden op poeren geplaatst. Bij goed onderhoud had een hallenhuis een zeer lange levensduur.

##### Archeologische vondsten

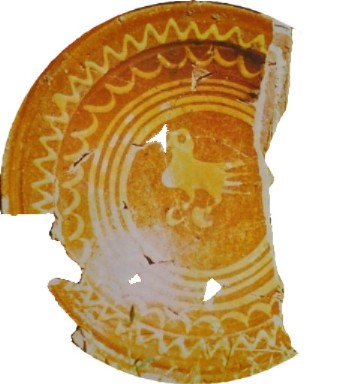
Het bord, met een diameter van 25 cm, is geglazuurd met loodglazuur, een giftige stof die tegenwoordig verboden is.

Op 8 augustus 1974 vond Pim Brouwers, toen eigenaar van de Plashoeve, bij het afbreken van het kippenhok een beschadigd bord en een vrijwel gave kan met daarop drie appliques, opgelegde reliëfs. Volgens Nico Arts, stadsarcheoloog van Eindhoven, is de kan een schenkkan van zogenaamd steengoed uit het pottenbakkersdorp Raeren. Op twee van de drie appliques is dezelfde afbeelding te zien. Hiervoor was, waarschijnlijk zonder toestemming, gebruikgemaakt van het wapen van het echtpaar Henrick van Schulenborg en Adriana van Ommeren. De derde applique is een ontwerp van pottenbakker Jan Emons. Door de appliques, die indertijd gedocumenteerd werden, kan de schenkkan gedateerd worden in de jaren omstreeks 1585.
'Kale' kannen van steengoed kwamen volgens de archeoloog algemeen voor in de regio Eindhoven. Kannen met appliques worden echter meestal gevonden op plaatsen waar welgestelde personen hebben gewoond, zoals bijvoorbeeld bij kastelen of kloosters.
Het bord, dat inmiddels verloren is gegaan, is volgens Nico Arts van roodbakkend aardewerk met zogenaamde slipversiering, afkomstig van een Nederrijnse pottenbakker, aan het vogeltje te zien daterend uit de periode rond 1600. Volgens Nico Arts vormden de schenkkan en het bord vermoedelijk een zogenaamd bouwoffer: enkele voorwerpen, vaak van aardewerk, die opzettelijk onder de haard of onder de drempel werden begraven om een gebouw te behoeden voor onheil, zoals blikseminslag of brand. Nico Arts heeft beide vondsten in 2007 alsnog laten vastleggen in het landelijk archeologisch registratiesysteem Archis.
De dateringen van de schenkkan en het bord duiden er op dat de Plashoeve een van hoeven is die in 1587 werden verwoest en enige tijd later herbouwd. De hoeve is toen als hallenhuis gebouwd op korte afstand van de plek waar de huidige langgevelboerderij staat. Nadat het hallenhuis was afgebroken is op die plaats een bakhuis gebouwd en nog later een kippenhok.

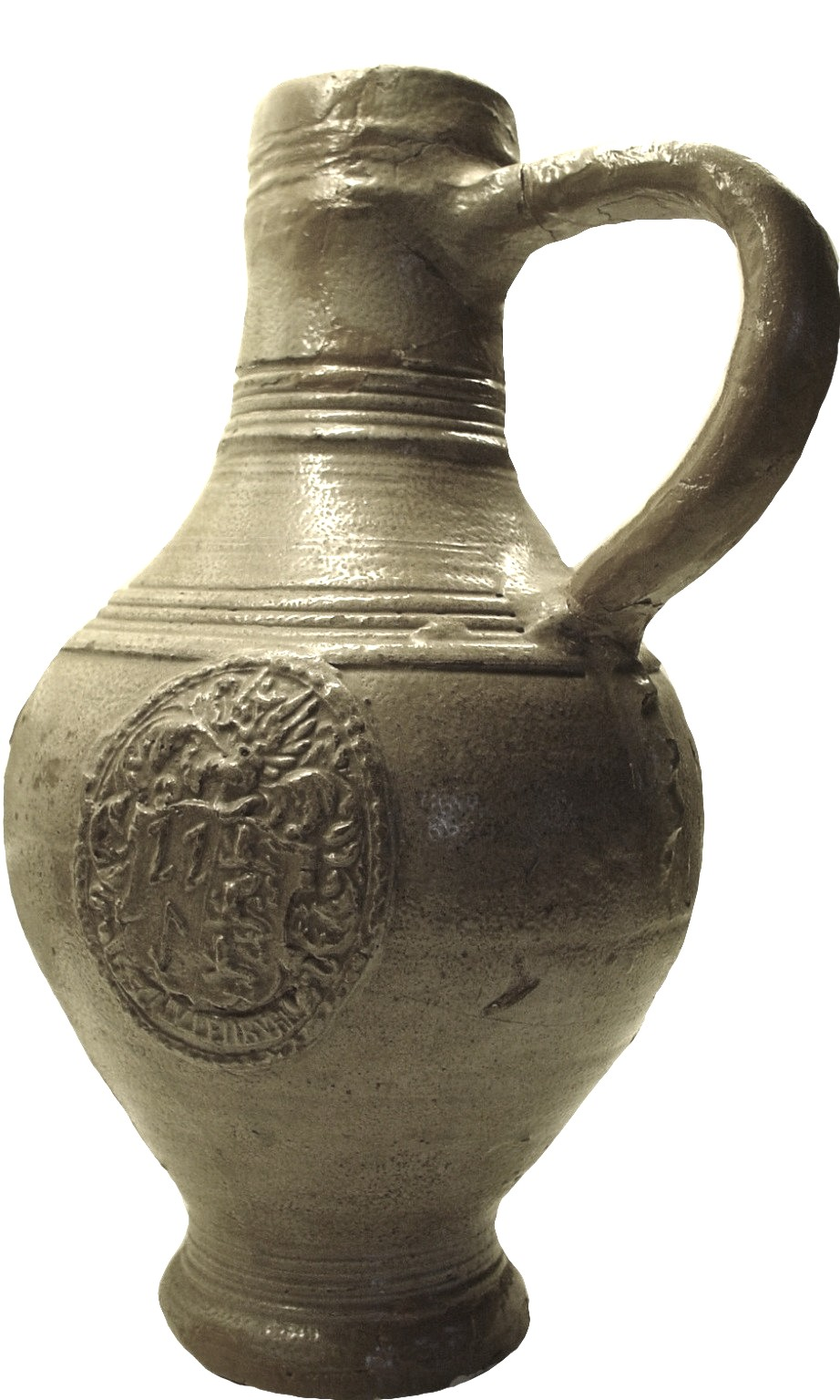
De schenkkan van steengoed is 30 cm hoog.
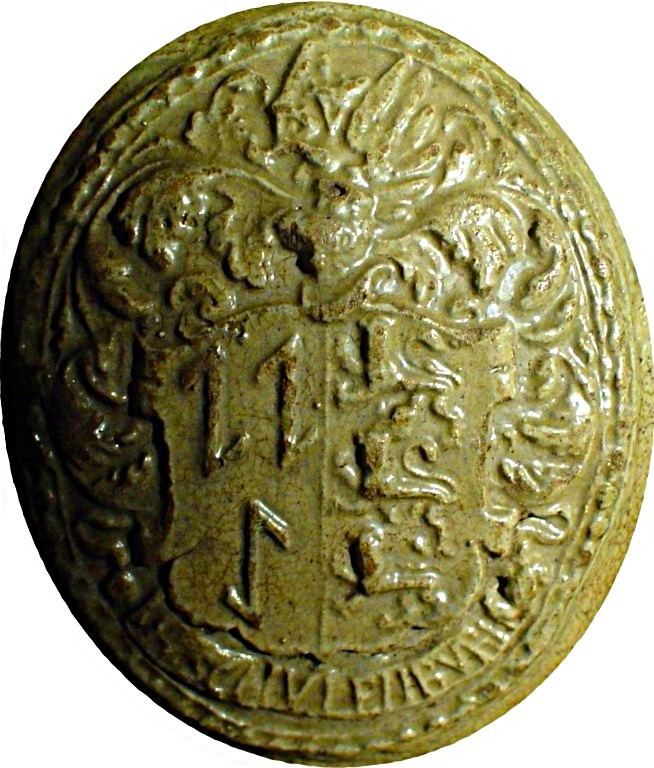
Deze afbeelding is op twee appliques aangebracht.
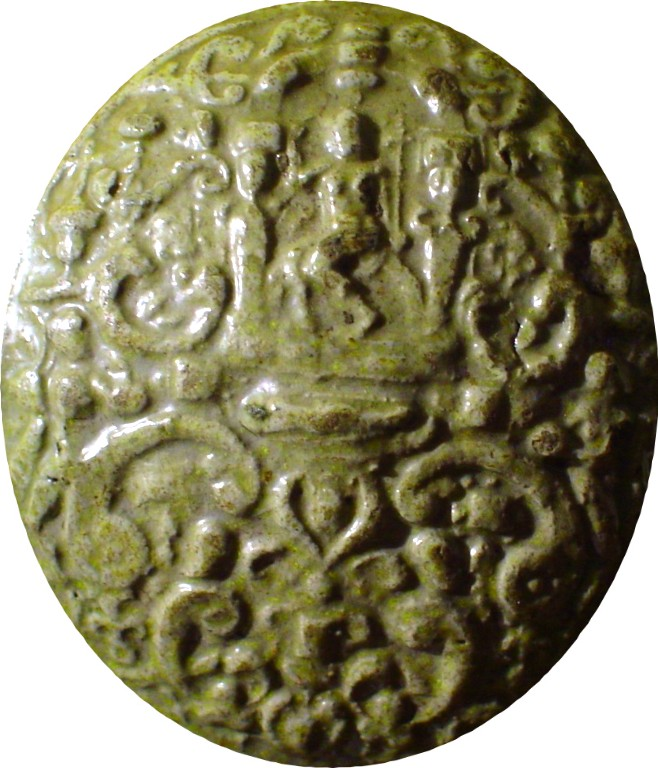
Deze afbeelding komt op één applique voor.

#### De oudst bekende bewoners

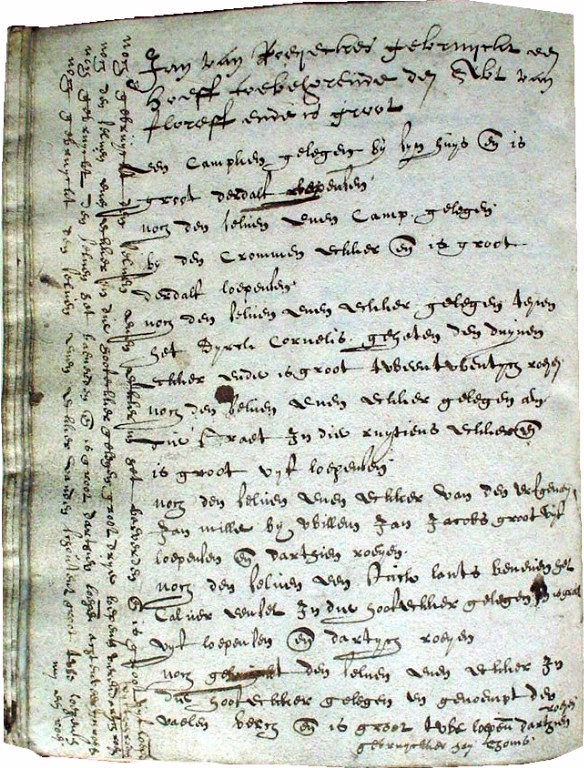
De akkers van de Plashoeve in het maatboek van 1628

De eerste bewoner van wie de naam bekend is, staat vermeld in het oudste Lieshoutse maatboek dat bewaard is gebleven. In dit maatboek dat dateert uit 1628, begint het gedeelte over de Plashoeve met de aanhef Jan van Roeijeckers gebruijckt een hoeff toebehorende den abt van Floreff ende is groot ..., gevolgd door een opsomming van de akkers. Deze hebben in totaal een oppervlakte van 49 loopensen en 30 roeden, ongeveer 8 hectare.
Hoe groot de totale oppervlakte van de Plashoeve was, is niet te achterhalen. Omdat de bede, de grondbelasting van die tijd, alleen geheven werd over de akkergronden, werden in het maatboek namelijk uitsluitend de akkers vermeld. Van de gebruiker Jan van Roeijeckers is verder niets bekend.
In het volgende maatboek, in 1634 opgesteld door Alexander Andriessen en Elias Heijmans, heet de gebruiker Jan Jansen van Roeijeckers. Het is wellicht dezelfde als in 1628, het kan ook de zoon zijn. In die tijd kreeg een kind achter zijn eigen voornaam altijd de voornaam van de vader, het zogenaamde patroniem. Sommige percelen hebben een andere naam en andere afmetingen dan in 1628, maar veel percelen zijn identiek. De totale oppervlakte is nagenoeg gelijk. Het volgende maatboek is opgesteld in 1640. De opsomming van de percelen van de Plashoeve is ietsje anders dan in 1634, de totale oppervlakte is echter exact hetzelfde. Er is een nieuwe gebruiker, Thoenis Roeijackers, waarschijnlijk de zoon van Jan Jansen van Roeijeckers, men was in die tijd niet zo strikt in de spelling van namen.

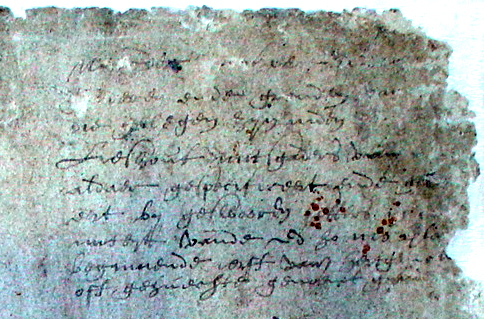
De beginpagina van de gerestaureerde verpondingskohieren 1650

Na de vrede van Münster in 1648 werden in Brabant naast de bede ook de verpondingen ingevoerd, waardoor de grondbelasting meer dan vertienvoudigde. Grondbelasting moest voortaan betaald worden over alle landbouwpercelen en niet zoals voorheen uitsluitend over akkerland. In de maatboeken werden daarom vanaf die tijd alle percelen vermeld. In de eerste verpondingskohieren die in Lieshout werden opgesteld heet de gebruiker Anthonis Roeyeckers, ongetwijfeld dezelfde als in het maatboek van 1640. De oppervlakte was nu door het meetellen van weiden en heidegrond 218 loopensen en 35 roeden, ruim 36 hectare. De Plashoeve wordt in de kohieren aangeslagen voor 52 gulden 12 stuivers en een penning (1/16 stuiver). De kohieren waren ernstig beschadigd. Ze zijn inmiddels gerestaureerd, maar het exacte jaartal bleek niet te achterhalen. Deskundigen dateren deze kohieren op omstreeks 1650. In de volgende kohieren, die van 1681, heet de gebruiker Jan Thonis Roijeckers, de zoon van Thonis en genoemd naar zijn grootvader. De Plashoeve werd hierin aangeslagen voor 52 gulden 18 stuivers. Johannes Theunis Royackers overleed 18 februari 1691. In de staat van de bezittingen van de abdij van Floreffe in Lieshout, die opgemaakt is op 23 januari 1692, wordt over de Plashoeve vermeld dat de hoeve gebruikt wordt door Paulus Brouwers, tegen een huur van 140 gulden per jaar.

#### Geschil met de Staten-Generaal
In die jaren speelde er een geschil over de bezittingen van de abdij van Floreffe in Lieshout, die inmiddels beheerd werden door de abdij van Postel. De Staten-Generaal stelden dat Postel in de Meierij lag en dat alle bezittingen die de abdij beheerde dus onteigend mochten worden. De Abdij van Floreffe daarentegen hield vol dat Postel in de Zuidelijke Nederlanden lag en daarom gevrijwaard was van confiscatie. Onder druk van de voortdurende aanspraken door de Staten-Generaal vroeg de abdij van Floreffe aan de Staten-Generaal toestemming haar bezittingen in Lieshout te verkopen.

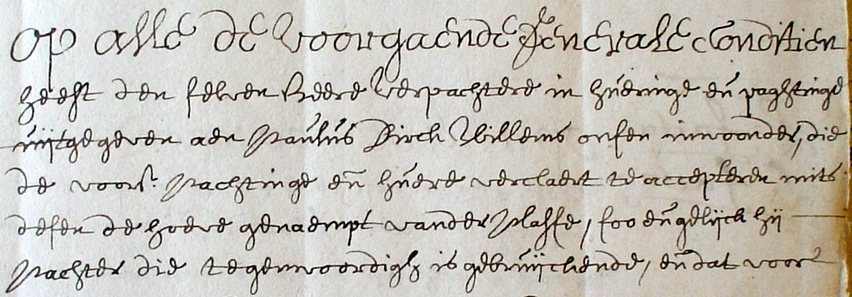
Op alle de voorgaende generale conditien heeft den selven Heere Verpachtere in hueringe ende paghtinge uijtgegeven aen Paulus Dirck Willems onsen inwoonder, die de voornoemde paghtinge ende huere verclaert te accepteren mits desen de hoeve genaempt vander Plasse, soo ende gelijck hij paghter die tegenwoordigh is gebruijckende, ...
----
Detail uit de pachtakte van 28 mei 1696

In afwachting van een reactie van de Staten werden de Lieshoutse hoeven in 1696 verpacht. Pachter van de Plashoeve was Paulus Dirk Willems Brouwers. Omdat de 75 loopensen heide die gelegen waren in het gemeynt buiten de verpachting werden gehouden, was de oppervlakte van de verpachte hoeve 143 loopensen 14 roeden, ongeveer 24 hectare. Het pachtcontract gold voor drie jaar en het opstellen ervan kostte 4 pattacons voor de kneght en 1 voor het recht. De pacht bedroeg jaarlijks 150 Karolij guldens, goet ganckbaer gelt. Elke keer als de provisor de pacht kwam innen moest Paulus Brouwers 1 ducaton betalen voor het ophalen van het geld. Daarnaast moest hij de kneght 2 schellingen betalen. Ook was hij verplicht de provisor met zijn begeleiders en hun paarden vrije kost te bieden. Het contract schreef de pachter voor ieder jaar achttien goede jonge eiken te planten, daar waar het hem aangewezen werd. Die eiken moest hij daartoe zelf opkweken, met eigen eikels. Bovendien diende hij elk jaar op eigen kosten de daken van de huizen en schuren die op de hoeve gelegen waren te onderhouden met zes vimmen (624 bossen) goede dakstro. Er waren nog steeds crouwaijen oftewel herendiensten in het contract opgenomen: Paulus Brouwers was verplicht vier keer per jaar zonder betaling met paarden en wagens vracht te vervoeren naar Maaseik of een andere plaats, naar goeddunken van de abdij. Waarschijnlijk ging het daarbij om het transport van boomstammen; houtproductie was een belangrijke bron van inkomsten van de Abdij van Floreffe. Als die ritten niet doorgingen kon hij verplicht worden tot andere diensten. Aan het einde van elk jaar vervielen de verplichtingen om de herendiensten te verrichten waartoe Paulus Brouwers niet geroepen was.

## Periode 1698 tot 1868, Paulus Brouwers en erfgenamen

### Paulus Brouwers, van 1698 tot 1719

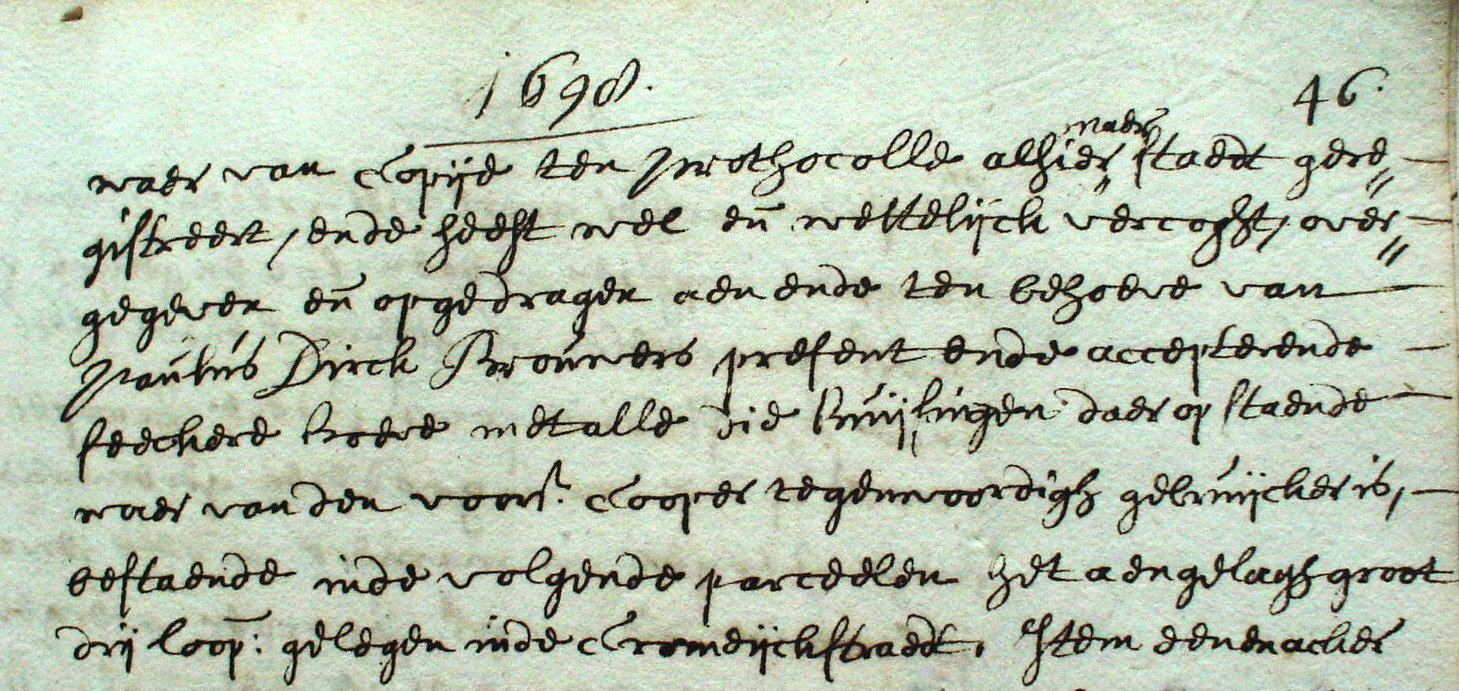
..........................................................................
....., ende heeft wel ende wettelijck vercoght, overgegeven ende opgedragen aen ende ten behoeve van Paulus Dirck Brouwers present ende accepterende seeckere hoeve met alle die huijsingen daer op staende waarvan den voornoemden cooper tegenwoordigh gebruijcker is, bestaande in de volgende perceelen het aengelagh groot drij loopensen gelegen in de Cromeijckstraedt. ............
----
Detail uit de koopakte van Paulus Brouwers

Op 9 maart 1698 verleenden de Staten-Generaal toestemming aan de abdij van Floreffe om haar bezittingen in Lieshout te verkopen. Op 12 augustus 1698 verkocht Libertus van Ravesteijn, de provisor van de abdij van Postel, de Plashoeve met een oppervlakte van ongeveer 24 hectare aan hoevenaar Paulus Brouwers voor 3000 gulden. De koper betaalde 1000 gulden en tekende een schuldbrief van 2000 gulden, waarover per jaar 4 procent rente verschuldigd was. Paulus Brouwers was de eerste die een hoeve van de abdij kocht en in de schuldbrief stond dat terugbetaald mocht worden in twee termijnen van 1000 gulden. Alle andere kopers mochten betalen in termijnen van 500 gulden of nog minder. Paulus Brouwers heeft hiertegen kennelijk geprotesteerd want op de schuldbrief is twee doorgehaald, er is weer twee geschreven, dat is eveneens doorgehaald en er is uiteindelijk vier geschreven. Evenzo is het termijnbedrag van 1000 gulden gewijzigd. Boven een duizend is, tussen de regels, bijgeschreven half. Ook is de datum aangepast. Oorspronkelijk was de koopakte gedateerd op 12 augustus 1698. De datering is doorgehaald en er is in de kantlijn bijgeschreven: ende alsoo door oneenighijt van den cooper desen dag moet later gestelt wesen als voor gepasseert daeromme hier den dartienden Augustij.
Paulus Brouwers is geboren te Lieshout in 1655 als zoon van Dirck Willem Hendrick Vogels alias Brouwers en Catalijn Peters. Vader Dirck overleed in 1685 en moeder Catalijn in 1687. Bij de boedelscheiding erfde Paulus onder andere een huijs, schuure, hoff en aangelagh gelegen aan den Heuvel met ruim 3 hectare grond. Paulus Brouwers trouwde op 9 november 1686 in Aarle met Heijlke Swinckels, geboren 18 december 1663 te Helmond, als dochter van Willem Swinckels en Jenneken Driessen.
Uit het huwelijk van Paulus Brouwers en Heijlke Swinckels werden twee kinderen geboren. Dirk, de oudste, werd geboren op 6 september 1687. Hij bleef zijn leven lang ongetrouwd en overleed in 1770. Het tweede kind was een dochter, Catharina; zij werd geboren op 14 mei 1690. Ruim een half jaar na de geboorte van Catharina, op 9 december 1690, overleed Heijlke Swinckels, 26 jaar oud. Paulus Brouwers is niet hertrouwd.
Naast de boerderij aan de Heuvel en de Plashoeve bezat Paulus Brouwers ook een huijs, schop, hoff en aangelagh, gelegen tot Lieshout aan de Turffdonck, het latere huis 39. Deze hoeve die grensde aan de Plashoeve had hij verworven door 'vernadering'. Op 6 februari 1694 was de boerderij met 1½ hectare grond door ene Peter Jan Peters voor 582 gulden verkocht aan Jenneken Gielens. Precies een jaar later, op 6 februari 1695 vernaderde Paulus Brouwers deze verkoop door voor de schepenen te verklaren (in moderne spelling):

 … nader van bloede te wezen aan Peter Jan Peters als is de voornoemde Jenneken Gielens. En heeft de voornoemde vernaderman geteld in klinkende en blinkende penningen tot voldoening van de kooppenningen en verdere onraad (accijns), verklarende hij naderman deze vernadering te doen zonder inductie (aandrang) van iemand tot zijn eigen behoeve en met zijn eigen penningen.

In 1700 stelde Hendrick van Houtert, geswooren lantmeter woonende tot Gestel bij Eijndhoven, een nieuw maatboek op. Het totale grondbezit van Paulus Brouwers in Lieshout bleek ruim 30 hectare te bedragen. De metingen werden gebruikt voor het opstellen van nieuwe verpondingskohieren, die leidden tot een aanslag van 38 gulden 4 stuivers en 31/2 penning voor de oorspronkelijke Plashoeve en 14 gulden 14 stuivers 5 penningen voor de overige percelen.
Tijdens de Spaanse Successieoorlog trokken in 1702 Hollandse troepen langs Lieshout en richtten er hun kampement op. Het krijgsvolk vernielde een groot deel van de oogst en beroofde dorpsbewoners van persoonlijke bezittingen. Zo raakte Paulus Brouwers een vat bier kwijt, drie karren met hooi, een handketel, tien pond boter, zevenhonderd bossen boekweit en zeven gulden, betaald voor een Hollandse sauvegaerde. De totale schade van Paulus Brouwers bedroeg 55 gulden 5 stuivers.
Paulus Brouwers was zeer actief in de Lieshoutse gemeenschap en bekleedde in de periode tussen 1687 en 1714 de functies van schepen, borgemeester, Heilige Geestmeester, ijkmeester, deken van het St. Barbara gilde en kapitein van de schutterij. In sommige van die functies moest hij persoonlijk borg staan voor tekorten.
Francis van Gerwen, herbergier van de Zwaan, stelde Paulus Brouwers in 1708 als kapitein van de schutterij van het Sint Barbara Gilde aansprakelijk voor niet betaalde verteringen van de manschappen van de schutterij. Het dossier bevat alleen de dagvaarding, waarschijnlijk is de zaak in der minne geschikt. In datzelfde jaar moest Paulus Brouwers als oud-borgemeester met zijn collega bij de schepenen een slotrekening indienen over het jaar 1687. Zij bleken nog 34 gulden schuldig te zijn en kregen drie dagen om alsnog te betalen, op straffe van een boete van drie gulden.
In 1712 daagde Antony Molemakers, de rentmeester van Postel, Paulus Brouwers voor de schepenbank omdat deze vier jaren geen rente betaald zou hebben over de schuldbrief van 2000 gulden. De rentmeester eiste voor elk achterstallig jaar de overeengekomen rente, plus een procent strafrente, tezamen 400 gulden. De schepenbank wees de eis toe. Paulus Brouwers was niet de enige die moeite had zijn verplichtingen trouw na te komen. In datzelfde jaar werd ook van de eigenaren van drie andere voormalige domeinhoeven achterstallige rente inclusief boete geëist. Dat zoveel eigenaars van grote hoeven financiële problemen hadden kwam naast de hoge belastingdruk door de buitengewoon lage prijzen voor graan en boter in het begin van de 18e eeuw.

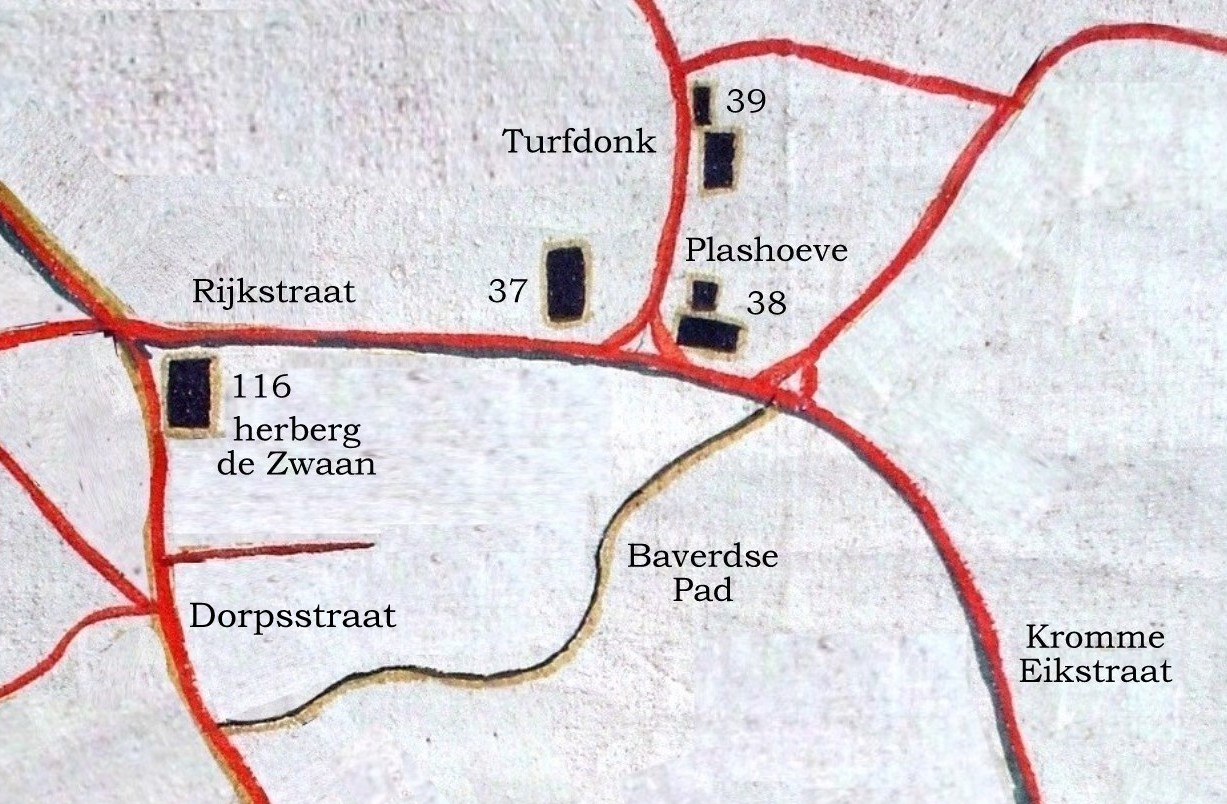
Reconstructie van de ligging van de Plashoeve en de omliggende hoeven in de 18e eeuw. De huisnummers dateren van 1736.
De Rijkstraat en de Kromme Eikstraat liepen ongeveer waar nu de Provinciale Weg ligt en de Turfdonk heet nu Beemdkant. Het Baverdse Pad is de voorloper van de huidige Baverdestraat. Het pad liep voor een groot deel dwars over akkers en weilanden.
In herberg de Zwaan werden eeuwenlang de raadsvergaderingen en rechtszittingen gehouden, evenals openbare verkopingen en verpachtingen.

Op 14 september 1719 schonk Paulus Brouwers de Plashoeve aan zijn dochter Catharina. Vrouwen waren in die tijd niet bevoegd tot rechtshandelingen. Daarom ging de schenking formeel naar haar man Francis van Moorsel. Hij was als haar man tevens haar voogd en werd eigenaar Nomine Uxoris, in naam van zijn vrouw. Bij die gelegenheid nam Francis van Moorsel naast de schuldbrief van 2000 gulden ook een lening van zijn schoonvader over van 900 gulden.
Na de schenking verhuisde Paulus Brouwers met zijn zoon Dirk en Cattelijn Peters, de meid, naar het huis op de Heuvel dat hij van zijn ouders geërfd had. Vanaf dat moment betaalde hij geen belastingen en rentebedragen meer. Op verzoek van Martinus des Tombe, rentmeester van de Geestelijke Goederen van het Kwartier Peelland, ging de deurwaarder van de Raad van State, Michiel de Gaasee, op 19 april 1723 over tot executie van de onroerende goederen van Paulus Brouwers. De verkoop vond plaats in herberg de Zwaan in tegenwoordigheid van de drossaard en de schepenen. De boerderij die Paulus Brouwers door vernadering verworven had werd gekocht door de buurman, eigenaar van het latere huis 37. Toen de verkoop beklonken was maakte deze bekend gekocht hebben in opdracht van een belegger uit Vlierden. De boerderij aan de Heuvel werd gekocht door Antonij Heijcoop, de protestantse koster en schoolmeester en op dat moment president-schepen. De opbrengst van de executieverkoop bedroeg 1065 gulden, aan onkosten werd 117 gulden 18 stuivers en 9 penningen gedeclareerd. Uit het overblijvende bedrag van 947 gulden 1 stuiver en 7 penningen werden allereerst de schulden aan de overheden betaald. Naast de renteschuld van 23 gulden aan Martinus des Tombe waren dat achterstallige beden en verpondingen ten bedrage van 74 gulden, 5 stuivers 11 penningen. Ter zitting waren ook particuliere schuldeisers aanwezig. De schulden van Paulus aan hen bestonden voornamelijk uit leningen voor grondaankopen en schuldbrieven, ten bedrage van 849 gulden 15 stuivers 12 penningen.

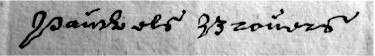
De handtekening van Paulus (Pauwels) Brouwers

Paulus Brouwers hield aan de gedwongen verkoop slechts 67 gulden 6 stuivers en 3 penningen over. Hij kon echter blijven wonen in de boerderij op de Heuvel. Hij overleed daar in 1730 op 75-jarige leeftijd. De Plashoeve bleef tot in de zevende generatie eigendom van nakomelingen van hem, waarbij de vererving steeds via de vrouwelijke lijn verliep. De eigenaars uit de zevende generatie verkochten de Plashoeve in 1868.

### Francis van Moorsel, van 1719 tot 1740
Francis van Moorsel, de echtgenoot van Catharina Brouwers, is geboren op 30 augustus 1682 te Lierop, als oudste zoon van brouwer Hendrik van Moorsel. Tussen 1684 en 1687 verhuisde de familie naar Lieshout waar vader Hendrik de bierbrouwerij aan de Kerkdijk, voorloper van Royal Swinkels, overnam van de familie van zijn vrouw Josina Vereijken. Hendrik van Moorsel overleed in 1715. Bij de boedelscheiding in 1720 erfde Francis van Moorsel een huis aan de Kerkdijk, met 19 loopensen 8 roeden grond, ruim 3 hectare. Het huwelijk van Catharina Brouwers en Francis van Moorsel is gesloten op 20 januari 1709; hij was 26, zij 18. Ze gingen wonen in het huis van Paulus Brouwers aan de Heuvel. Vijf maanden na de huwelijkssluiting werd het eerste kind geboren. Er volgden er nog zes. Slechts drie van hen werden volwassen: Dirk, Willem en Jennemarij. Toen Paulus Brouwers in 1719 de Plashoeve schonk aan Catharina, verhuisde het gezin Van Moorsel daarheen.
Rond 1720 werd Lieshout getroffen door een vreselijke ziekte, zoals blijkt uit een gezamenlijke brief van de schepenen en borgemeesters van 1 oktober 1722. De brief bevat een opsomming per huis van het aantal personen dat getroffen was door de ziekte. Het blijkt dat van de ongeveer 650 inwoners die Lieshout toen telde, er 344 met de ziekte besmet waren. In het huishouden van Francis van Moorsel waren alle zes personen ziek.
Catharina Brouwers overleed tijdens de periode dat de epidemie heerste, op 5 augustus 1722, op 32-jarige leeftijd. Volgens het toen geldende devolutierecht werden de kinderen eigenaar van alle bezittingen behalve de levende have en kreeg de weduwnaar alleen het levenslange vruchtgebruik. Op 28 juli 1723 liet Francis van Moorsel de erfenis van zijn kinderen in een schepenakte vastleggen. Korte tijd na het opstellen van de inventaris hertrouwde Francis van Moorsel met Anneke Boorten. Het echtpaar kreeg twee dochters, Catharina en Hendrina.
Inventaris gedaen op rechten door Francis van Moorssel weduwenaer van wijlen Catarina Brouwers ter togte en sijne drij kinderen met naeme Dirk Willem ende Jennemarrij, ten erffrechte van alle ende eenigelijcke mobile aals erffmobile goederen als metterdoot is ontruijmt ende naergelaeten met het overlijden van de opgemelte Catarina Brouwers sulcx in conformiteijt van ’t placaet van Haer Hoog Mogende Heeren Staeten Generael der Vereenigde Nederlanden in dato den 3de April 1708 in conformirte van den 53ste articul van ’t Egt Reglement ende sijn als volgt:
Namentlijck twee veeren bedden met twee hooftpuluwe met een paer gardijnen
Item drij oorkussens met de oorfloowijnen
Item twee wulle deekens
Item vier paer slaeplakens
Item een linne saers
Item een kas
Item een ijcke kist
Item een ijcke taeffel
Item eenen trogh sonder decksel
Item een boterstangh
Item eenen melcktob
Item eenen gaijertob
Item een olijvatje
Item twee hoogkarre met de raden
Item twee eertkarre met de raden
Item een ploegh met de haenkluppel
Item een eegh
Item een haergetouw
Item twee haemen
Item twee saelen met twee ligten
Item twee paer strengen
Item een vuerijsere
Itemeen tangh
Item een ijsere hael met de lenckhaek
Item een kopere koeijketel
Item twee kopere hantketels
Item eenen emmer
Item een eijsere moespodt
Item een kopere roomkan
Item een kopere roomseijgh
Item een gootbanck
Item vijff koeijbacken
Item vier vlegels
Item eenen koorewan
Item een grasseijssel
Item twee kooresighten met de weerhaecken
Item een melckton
Item een bedtkoets met twee halve
Item twee hoijgavels met een klijn
Item vier tinne schotels
Item twee tinne telliooren
Item een tinne waterpodt
Item acht tinne lepels
Item twee taeffellakens
Item twee hantdoecken
Item eenen spinnewiel
Item een kopere vlasheeckel
Item een ijsere vlasheeckel
Item een hangheijsere met een struijffpan
Item een bierton
Item twee schuppen met twee riecken
Item een snijback met mes
Item ses koeijtuijers met ijsere schakels
Item een spinheeckel
Eijndelijck wort daerenboven nog geinventariseert de huijsinge en hoeff aen de Rijckstraet met de huijsinge op den Kerkdijck met de landerijen hoijen ende weijden daer aengehoorende gelegen onder dese Barronnije van Lieshout ende sulcx in dier voegen de voornoemde van Moorssel staende het huwelijck met sijn vrouw zaliger bij transporten ende deelingen voor schepenen alhier verkregen heeft volgens de brieven daervan sijnde met de lasten daerop uijtgaende.
Ende wat belangende de kleeden soo linnen als wollen gehoort hebbende tot den lijve van sijn overledene huijsvrouwe zaliger sijn gebruijckt ende vervolgens staen geemployeert te worden tot behoeve van sijne kinderen.
Aldus gedaen ende geinventariseert sulcx op ’t aengeven van den voornoemden Francis van Mooessel weduwenaer van voornoemde den welcke verclaerde daerin opregtelijck gehandelt te hebben sonder dat bij sijn weten ietwes is verswegen ofte achtergehouden, geloovende indien naermaels hem nog ietwes mogte te binnen komen dat hij desen inventaris altijt sal suppleren ende bijbrengen ende des noots sijnde met Eede te sullen staeven.
Des ’t oirconde etc.
Op heden binnen Lieshout den achtentwintighste Julij seventien hondert drij en twintigh.
(was getekend)
Francis van Moorssel
A. Heijcoop president
Gijsbert Swinkels schepen
Dirck van Moorssel schepen

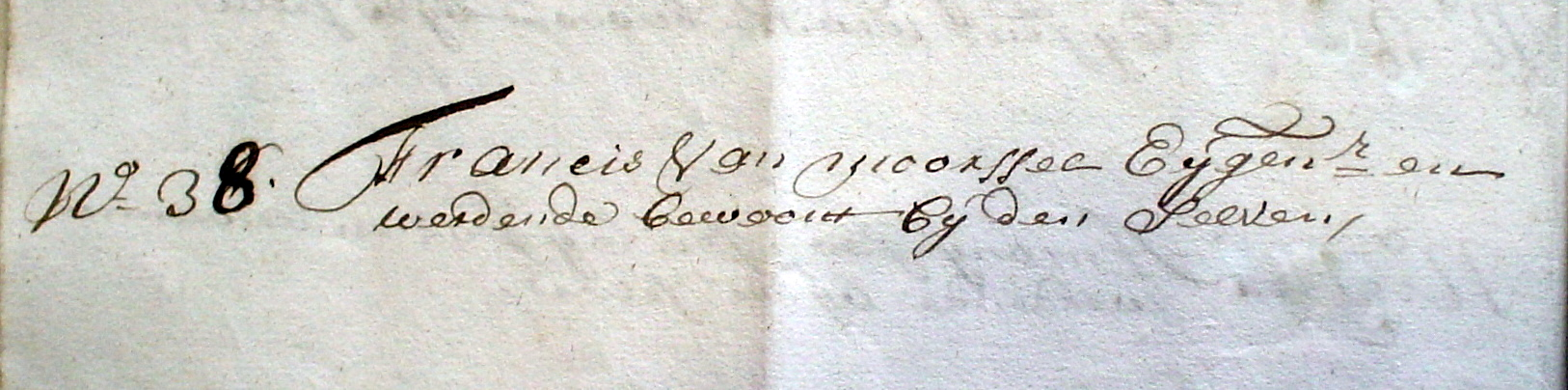
№ 38. Francis van Moorssel Eijgenaer en werdende bewoont bij den selven.
----
Detail uit de huizenlijst van 1736. Toen deze lijst klaar was ontdekte men dat er huizen vergeten waren, waaronder de (latere) nummers 13 en 20. Men heeft die er op de bestaande huizenlijst tussengevoegd en heeft de andere huizen hernummerd.

Francis van Moorsel was niet zo actief in de Lieshoutse gemeenschap als zijn schoonvader. De enige functie van hem die vermeld staat in de schepenprotocollen, is die van borgemeester in de jaren 1734 en 1735. In de eerste huizenlijst van Lieshout, die opgesteld werd in 1736, staat Francis van Moorsel genoemd als eigenaar en bewoner van huis 38.

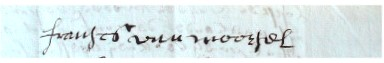
De handtekening van Francis van Moorsel

Francis van Moorsel overleed op 14 maart 1740, 57 jaar oud. Hij had op dat moment het vruchtgebruik van onroerende goederen van zijn kinderen verweckt in het eerste bedde, te weten de Plashoeve van 24 hectare en drie hectare die hij geërfd had van zijn vader.

### Dirk van Moorsel, 1741
Op 16 februari 1741 werd voor de Schepenbank van Lieshout de boedelscheiding overeengekomen door Dirk van Moorsel, Willem van Moorsel en Peeter Andries Maas, echtgenoot en voogd van Jennemarij van Moorsel. De percelen werden verdeeld in drie kavels. De kavel met daarin de Plashoeve viel toe aan Dirk van Moorsel. Van de oorspronkelijke bezittingen van de Plashoeve erfden Dirk van Moorsel en Peeter Andries Maas elk circa elf hectare en Willem van Moorsel ruim twee. Alle percelen buiten de Plashoeve werden toegescheiden aan Willem van Moorsel. De schuld van 2000 gulden van Paulus Brouwers rustte voor de helft op de kavel van Dirk van Moorsel en voor de helft op de kavel van Peeter Andries Maas.
Dirk van Moorsel is geboren op 20 februari 1713 als derde kind van Francis van Moorsel en Catharina Brouwers. Hun twee eerste kinderen, Helena en Dirk, waren toen reeds overleden. Vier maanden nadat hij eigenaar was geworden van de Plashoeve, op 18 juni 1741, ontbood Dirk van Moorsel de schepenen. Toen die zich des morgens omtrent vier uren rond Dirks ziekbed verzamelden zagen zij

... een meerderjarig jongman siekelijk te bedde leggende nogtans sijn verstant, sinnen ende memorie in alles wel magtig ende gebruijkende soo ons ende aan igelijk hem aanschouwende genoegsaam is blijkende.

In het schepenprotocol staat vermeld dat Dirk van Moorsel de broosheid van het mensenleven en de natuur overdacht. Hij besefte dat er niets zekerder is dan de dood die komen zal en niets onzekerder dan het moment waarop. Voordat hij afscheid moest nemen van deze vergankelijke wereld wilde hij dat de schepenen vastlegden wat er moest gebeuren met zijn tijdelijke goederen, aan hem op deze aarde door God Almachtig verleend en nog te verlenen. Hij verklaarde dit te vragen uit vrije wil zonder door iemand anders daartoe aangezet of misleid te zijn. Hij beval zijn onsterfelijke ziel, wanneer die uit zijn sterfelijk lichaam zou treden, in de oneindige en barmhartige handen van God zijn Schepper en Zaligmaker en vroeg voor zijn dode lichaam een eerlijke begrafenis. Hij liet na,

... als donatie causa mortis ofte gifte ter zake des doodts: aan Willem van Moorssel zijnen wettigen heelen broeder een hoeve genaamt de Plashoeve, gelegen alhier in deze baronie in de Rijkstraat met alle hare teul, groes en weijlanden, alwaar den testateur eenige rechtschap van heeft aangekomen bij deelinge van sijne ouders saliger, gepasseert voor Schepenen in Lieshout in dato 16 februarij 1741.

Verder zal Willem gehouden zijn aan zijn halfzuster Catrien eenmaal vijftig gulden uit te keren. Aan Jennemarij liet Dirk een akker na genaamd de Valenberg.
Twee dagen later herriep Dirk zijn testament. Nu stelde hij ten overstaan van de schepenen een nieuw testament op, des middags omtrent twaalf uren. Begin en einde van het tweede testament zijn identiek aan het eerste. Het middendeel luidt echter:

... bij dese verkiest hij testateur voor sijne eenigste en universeele erfgenamen sijnen broeder Willem van Moorssel ende sijne suster Jennemarij van Moorssel in huwelijk hebbende Peeter Andries Maas, onder dien mids dat sij gehouden sullen sijn aan Catrien en Hendrina hunne halve susters uijt te keeren vijftig gulden eens, te weten ieder vijff en twintig gulden.

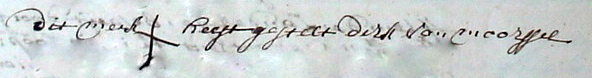
Ondertekening door Dirk van Moorsel

 Als bij het ondertekenen van de testamenten aan Dirk gevraagd wordt of hij kan schrijven is het antwoord ontkennend. Daarop mocht hij, net als schepen Jan Goorts van Osch, de akte ondertekenen met het gebruikelijke hantmerk, een kruisje waarbij aangetekend werd dit merk heeft gestelt Dirk van Moorssel. Dirk van Moorsel overleed drie dagen later, 28 jaar oud.

### Peeter Andries Maas, van 1741 tot 1784

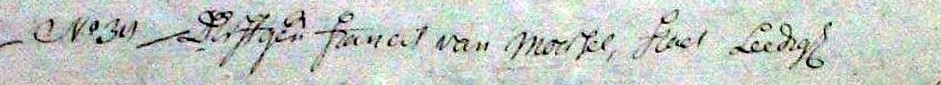
№ 38. De erffgenaemen Francis van Moersel, staet leedigh.
----
Detail uit de huizenlijst van 1741

Op 30 maart 1742 verschenen Willem van Moorsel en Peeter Andries Maas als man en voogd van Jennemarij van Moorsel voor de Schepenbank om de nalatenschap van Dirk van Moorsel te scheiden en te delen. Bij deze boedelscheiding ging slechts één perceel naar Willem van Moorsel. Peter Andries Maas kocht Willems verdere erfrechten af voor 375 gulden, te betalen binnen zes jaar. Hij kwam zo Nomine Uxoris in het bezit van bijna de gehele oude Plashoeve, ruim 21 hectare. Hiermee kwamen de twee kavels waarop samen de schuld van 2000 gulden rustte weer bij elkaar.
Peeter Andries Maas is op 17 juli 1710 te Lieshout geboren als zoon van Andries Maas en Jenneken van den Bergh. Zijn geboortehuis is hoeve de Heurk in het gehucht Ginderdoor. Die hoeve was toen al vier eeuwen oud en reeds generaties in het bezit van de familie Maas. Andries Maas overleed op 7 mei 1713, de overlijdensdatum van Jenneken van den Bergh is niet bekend. Bij de boedelscheiding in 1727 erfde Peeter Andries Maas de hoeve te Ginderdoor en een huis gelegen onder den Dorpe en Dingebanke van Erp, met in totaal 12 hectare grond. Peeter Andries Maas trouwde op 25 mei 1738 met Jennemarij van Moorsel, hij was 27 en zij 20. Net als Paulus Brouwers was Peeter Andries Maas door de heer van Lieshout benoemd tot schepen. Hij bekleedde meerdere functies en nam actief deel aan het dorpsleven, dat zich voornamelijk afspeelde in de herbergen, andere openbare gelegenheden waren er niet. Raadsvergaderingen en rechtszittingen werden in een van de herbergen gehouden, evenals openbare verkopingen en openbare verpachtingen. Rond die tijd had Lieshout zeven herbergen, op een kleine 700 inwoners.

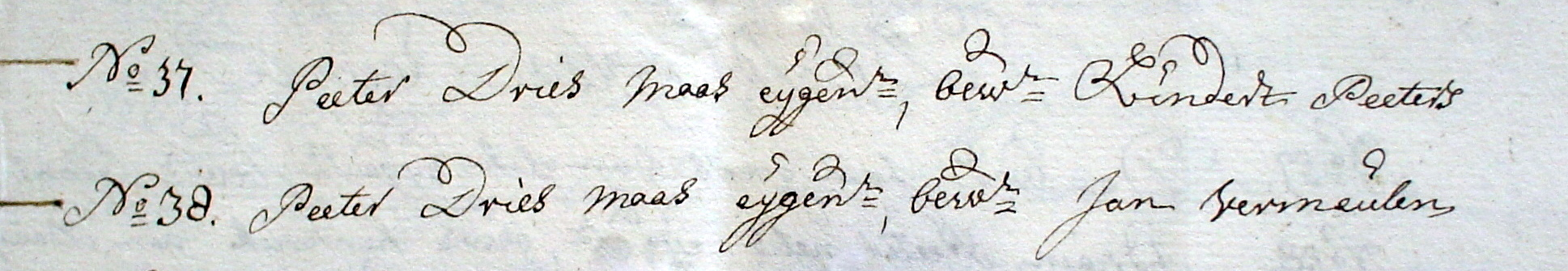
№ 37. Peeter Dries Maas Eijgenaer, Bewoonder Lindert Peeters.
№ 38. Peeter Dries Maas Eijgenaer, Bewoonder Jan Vermeulen.
----
Detail uit de huizenlijst van 1746

Peeter Andries Maas verhuurde de Plashoeve in 1743 met een aantal percelen voor twaalf jaar aan Jan Vermeulen uit Beek voor 110 gulden per jaar, met de mogelijkheid tot opzegging na zes jaar. In 1745 werd de naastgelegen boerderij, nummer 37, openbaar verkocht. Bij die gelegenheid kocht Peeter Andries Maas huijs, schuer, schaepstal en aangelagh met daarbij 7 loopensen weiland voor 493 gulden. Deze boerderij werd verhuurd aan Lindert Peeters. Rond die tijd ontvingen de boeren weer goede prijzen voor boter en graan. Wellicht was dit de reden dat Peeter Dries Maas de Plashoeve zelf ging bewonen en er het boerenbedrijf ging uitoefenen. In 1749 zegde Peeter Andries Maas de huur van de Plashoeve aan Jan Vermeulen op.

##### De langgevelboerderij

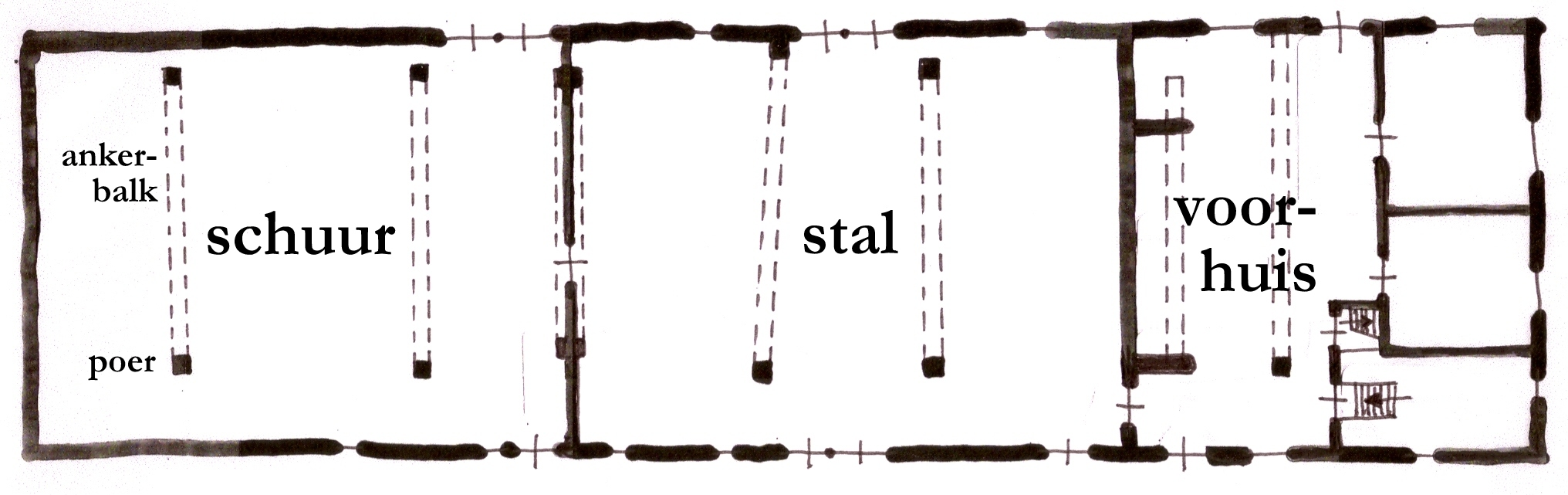
Reconstructie van de plattegrond van de Plashoeve in 1750, gebaseerd op opmetingen in 1970. De boerderij is 10 meter breed, de schuur is 12 meter lang, de stal 13 meter en het voorhuis 10.

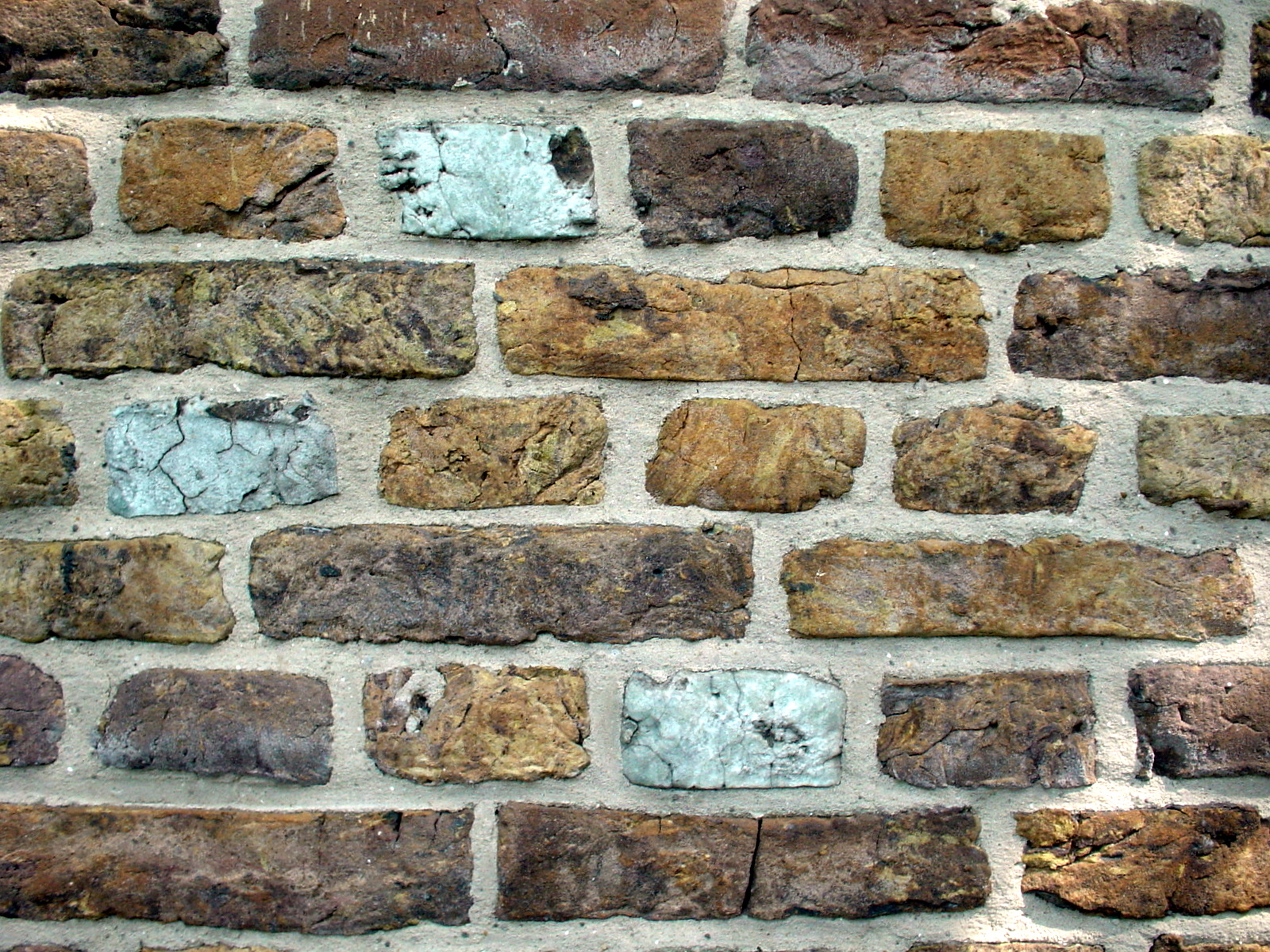
Hardgebakken stenen in de westgevel

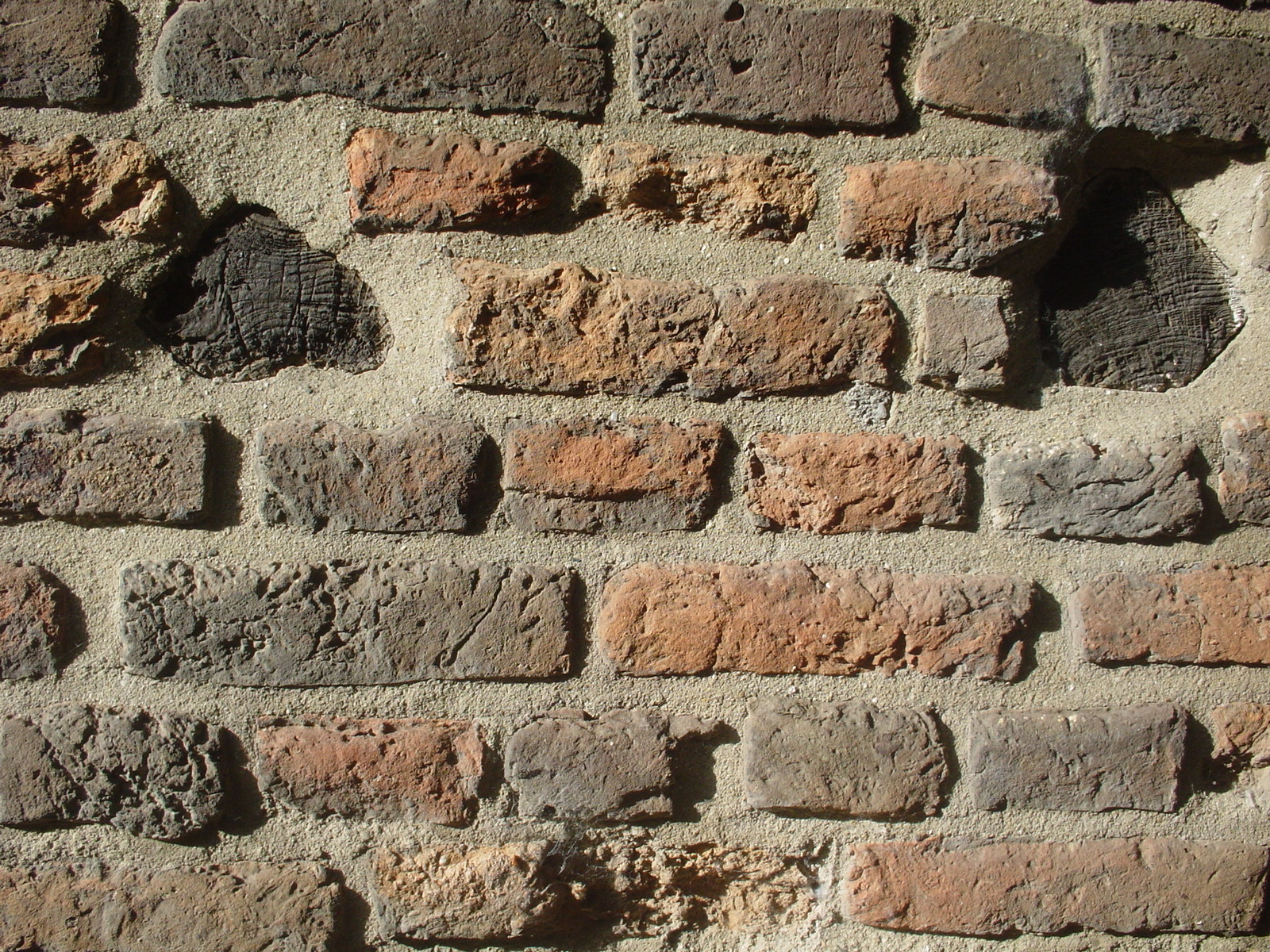
Zacht gebakken stenen in de noord gevel. Er zijn enkele balken van het kelderplafond te zien.

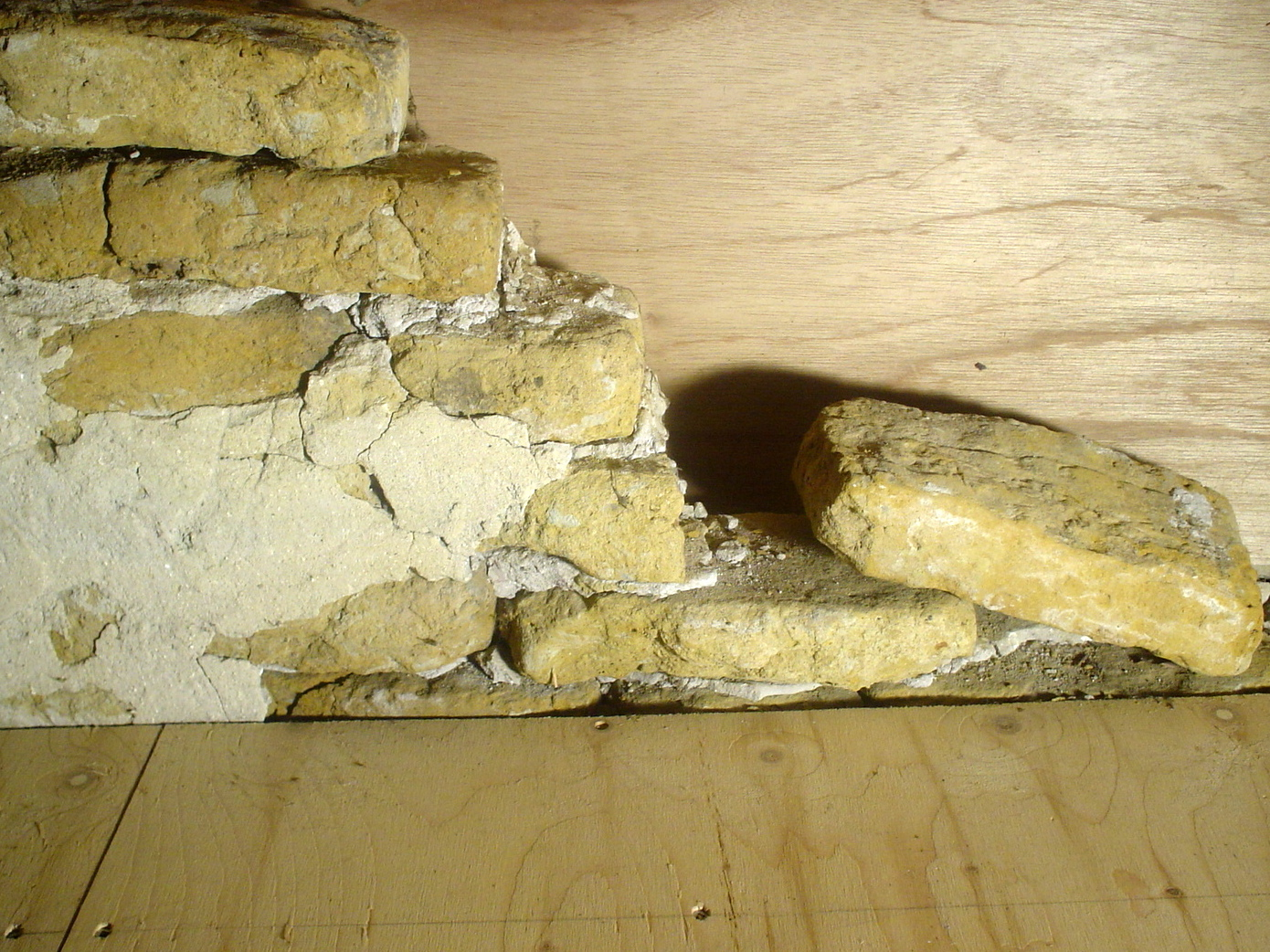
De van zonstenen gemetselde binnenmuur komt boven de zoldervloer uit.

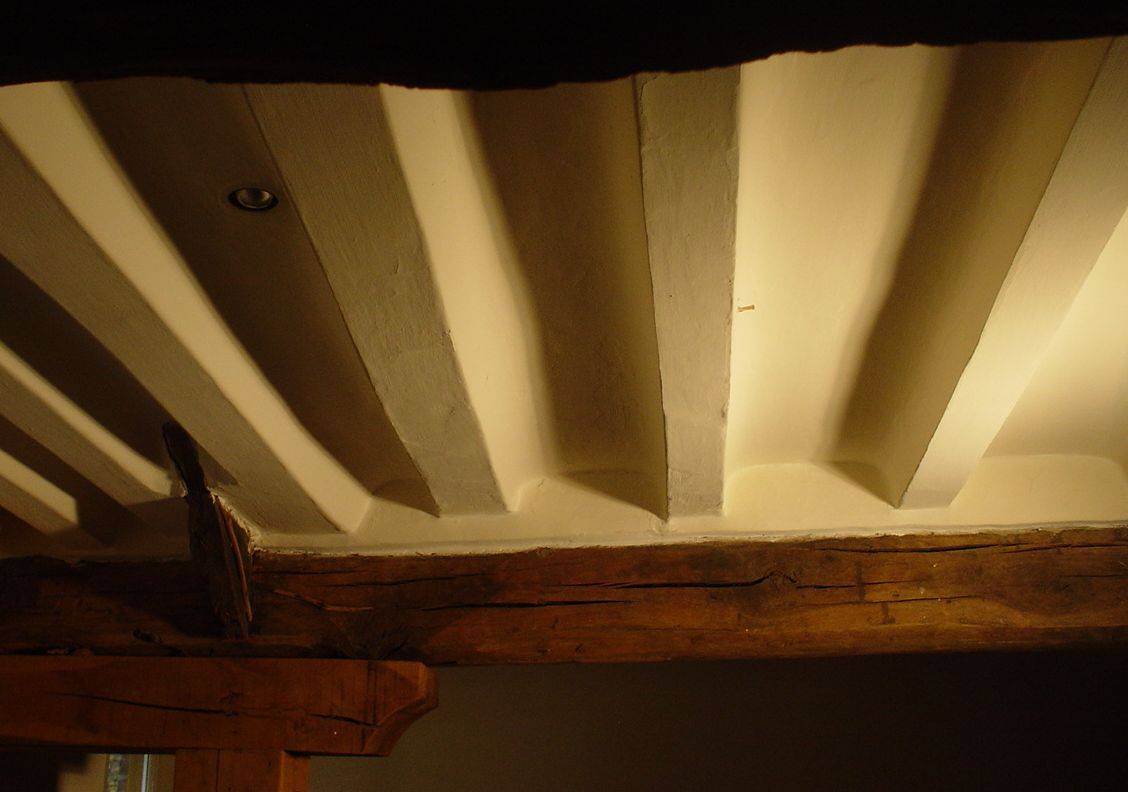
Het gewelfde plafond van leem en varkenshaar in het voorhuis

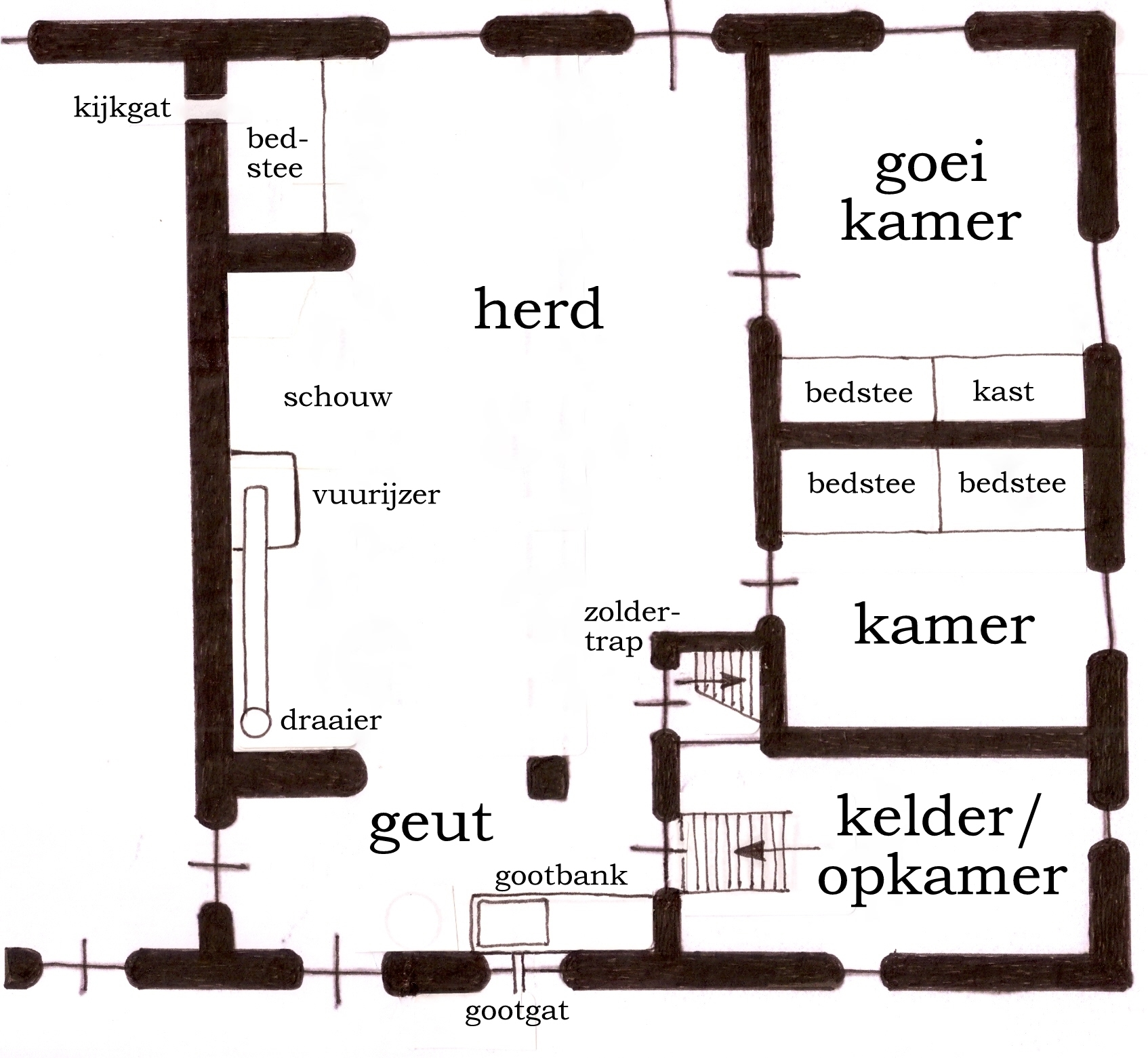
Reconstructie van het voorhuis van de Plashoeve 1750

Op grond van onder andere de vorm, de constructies, de gebruikte materialen, de afwerking en bouwhistorische sporen kan worden geconcludeerd dat de huidige boerderij haar oorsprong vindt in een langgevelboerderij die omstreeks die tijd door Peeter Andries Maas gebouwd is. De bouw van de langgevelboerderij moet zich hebben afgespeeld voor 1751, volgens de huizenlijst van dat jaar was Peeter Andries Maas de bewoner van de Plashoeve.
Omdat de constructie zo fundamenteel anders is dan die van een hallehuis was een geleidelijke verbouwing naar een langgevelboerderij onpraktisch. Daarom werd een geheel nieuwe boerderij gebouwd en wel vlak naast het oude hallenhuis. Zoals in die tijd gebruikelijk bouwde Peeter Andries Maas de boerderij zelf, geholpen door familieleden, de knecht en andere boeren. Alleen voor het maken van de gebintconstructies werden timmerlieden ingehuurd. Voor zover mogelijk werd materiaal uit het oude hallehuis hergebruikt. Bijna al het nieuwe bouwmateriaal dat nodig was kon in de omgeving van de Plashoeve gevonden worden.
De Plashoeve kreeg als geraamte vijf ankerbalkgebinten, plus een halve. Twee kwamen er in de schuur, een op de scheiding van de stal en de schuur, twee in de stal en de halve in het voorhuis. Alle staanders werden geplaatst op poeren. Bij de staldeur werd een zogenaamde kreupele staander gebruikt, gemaakt van een kromme boom. Deze kon pal tegen de muur worden geplaatst, zodat de eertkar meer ruimte had om de potstal uit te rijden. Het halve ankerbalkgebint in het voorhuis kreeg een staander waar het ene uiteinde van de balk op rustte. Het andere uiteinde rustte op een uitsparing in de buitenmuur. Verder werd er een balk gelegd op uitsparingen in de zijmuren van de schouw. Die balk moest de voorste muur van de schoorsteen gaan dragen.
Het voorhuis van de Plashoeve werd geheel van steen opgetrokken. De buitenmuren, de schoorsteen en de brandmuur werden gemetseld met baksteen. De stenen werden door de bouwers zelf gebakken in de veldoven die gelegen was in het Achterbosch, vlak bij het Buitenbroek waar leem te vinden was. Van de leem werd met water een vette pap gemaakt waarmee op een geïmproviseerde tafel houten bakjes werden gevuld. De steenvormen die zo ontstonden werden vervolgens onder een provisorisch strodak te drogen gelegd tot ze stevig genoeg waren om ze in de oven in rechte klampen op te kunnen stapelen. Daarna werd de oven gestookt tot de stenen hard genoeg waren. Dat duurde ongeveer drie weken. Dan werd het vuur gedoofd en duurde het nog eens drie weken tot de oven ver genoeg was afgekoeld om de stenen er uit te kunnen halen. De westgevel, waar de stenen het meest te lijden hebben van het weer, werd gemetseld van de hardste stenen, herkenbaar aan een zwarte kleur of, als ze extreem heet gebakken waren, aan een groen/turkooizen glazuurlaag. De andere gevels, de brandmuur en de schoorsteen werden gemetseld van stenen die minder hard gebakken waren. Deze stenen zijn geel verkleurd of, als ze heel ver van het vuur gelegen hadden, rood. De binnenmuren werden gemetseld van zonstenen, die niet gebakken werden, maar gedroogd in zon en wind. De plafonds in het voorhuis werden gemaakt door balken over de ankerbalken en binnenmuren te leggen en te betimmeren met eiken planken. Aan de onderzijde werden de balken en planken aangesmeerd met een mengsel van leem en varkenshaar. Als het leem uitgehard was werden de plafonds witgekalkt. Het plafond van de kelder werd gemaakt van eiken balken die gelegd werden in uitsparingen in een binnenmuur en in de buitenmuur. Over die balken werd met bakstenen een gewelfd plafond gemetseld, een zogenaamd troggewelf. De buitenmuren van de stal en de schuur bestonden uit een vlechtwerk van wilgenhout, besmeerd met leem, het zogeheten fitselstek. Het dak van houten spanten werd gedekt met stro, de nok werd gevormd door heideplaggen.

Het belangrijkste vertrek in het voorhuis was de woonkeuken, d'n herd genaamd. In d'n herd bevond zich de schouw waarin boven een open vuur gekookt en gerookt werd. Naast de schouw was een bedstee getimmerd, daar sliep de knecht. Door een kijkgat in de brandmuur kon hij zien of er in de potstal iets loos was. Naast d'n herd lagen twee kamers. Een daarvan was een pronkkamer, goei kamer genaamd, met daarin de bedstee met een veeren bed met een peuluw en twee kussens waar de ouders sliepen. De bedsteden in de andere kamer waren voor de kinderen.
Aansluitend aan d'n herd, zonder scheidingswand, lag de geut. Dat was een spoelkeuken met daarin de gootbank, een houten aanrechtblad boven het gootgat waar het spoelwater door naar buiten stroomde. Naast de geut lag de kelder met daarboven de opkamer. In de opkamer stond de losse beddekoets waarin de meid sliep. Naast de kelder was er een zeer steile trap naar de zolder. Na enkele treden op deze trap kon men zijwaarts de opkamer in.

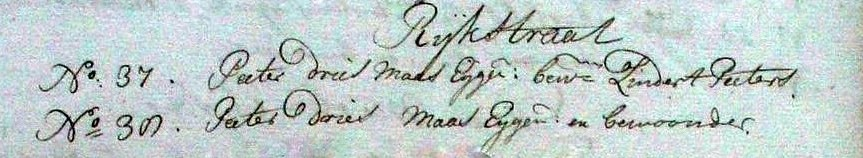
№ 37. Peeter Dries Maas Eijgenaer, bewoonder Lindert Peeters.
№ 38. Peeter Dries Maas Eijgenaer en bewoonder.
----
Detail uit de huizenlijst van 1751

Uit het huwelijk van Jennemarij van Moorsel en Peeter Andries Maas werden zeven kinderen geboren van wie er slechts één volwassen werd, en wel dochter Catharina, geboren in 1750. Van de anderen overleden er drie in het eerste levensjaar en drie toen ze respectievelijk twee, elf en veertien jaar oud waren. Jennemarij van Moorsel overleed in 1754, op 36-jarige leeftijd. Volgens het devolutierecht erfde dochter Catharina alle roerende en onroerende goederen behalve het vee. Peeter Andries Maas kreeg het vruchtgebruik van de goederen. Op 25 oktober 1762 liet Peeter Andries Maas de bezittingen van zijn dochter vastleggen in een schepenakte.
Staat en Inventaris gedaan maaken door Peeter Dries Maas, wedunaer van wijlen Jennemaria van Moorsel ter togte ende sijne dogter met naame Catharina ten erffrechten van alle sodanige vaste als meubilaire goederen metterdood sijn ontruijmt en naargelaaten bij voornoemde Jennemaria van Moorsel en sulkx in conformitij van het placaat van Haar Hoog Moogende de Heeren Staaten Generaalen der Vereenigde Neederlanden weesende van dato den 3de April 1700 en agt conform den 53ste articul van ’t Egt Reglement ende sijnde het navolgende,
Volgen de vaste goederen geleegen onder deese Baronie van Lieshout
Eerstelijk een huijs en aangelagh groot een loopense agt en veertig roeden groeskanten aan deese drie roeden ten quohiere bekent sub No. 4,
Item eenen acker in de Hoeff groot een loopense tien roeden ten quohiere bekent sub No. 5,
Item beemd aan de Reijtvoortse Straat groot een loopens drie roeden ten quohiere bekent sub No. 6,
Item hooij in de Reijtvoorts Broek groot twee loopens agt en veertig roeden. Item een heijveld dartien roeden ten quohiere bekent sub No. 7,
...
Item een huijs hoff en aangelag in de Heurck groot drie loopense twee en dartig roeden groes daeraan een loopense twaalff roeden ten quohiere bekend sub No. 254,
...
Item eenen acker genaamd het Coolcampke groot een loopense vier en veertig roeden groes vijff en veertig roeden ten quohiere bekend sub No. 312,
Item hoeff hoff en aangelag groot vijff en veertigh roeden ten quohiere bekent sub No. 311,
...
Volgen de vaste goederen geleegen onder den Dorpe en Dingebanke van Erp
Eerst ende laastelijk een huijs stallinge, schuur, schop, hoff en dries mitsgaaders hooij teul groes wij ende heijlanderijegroot te saamen ongeveert 29 lopense 30 roeden gelijk tans in gebruijk is hebbende Antonij Willem Peeters,
Volgd de Meubilaire goederen
Eerstelijk een groote en klijne koekeetel
Item een coopere stijl keeteltje
Item drie handkeetels
Item een oude coopere roomtuijt
Item een coopere roomseij
Item een coopere lantairne
Item een coopere beddepan,
Item eene coopere teekeetel
Volgd het tinwerk
Item drie en twintig soo groote als klijne schootelen
Item veertien borden
Item twee beeren
Item een trekpotje
Item een waaterpot
Item een com
Item een peeperbusch
Item een soutvat
Item veertien leepels
Volgt het eijsserwerk
Eerstelijk een moespot
Item een papkeetel
Item een hangeijsere
Item een struijfpan
Item een reekeboor
Item eenen eijsseren leepel
Item elff verchetten
Item een rooster
Item een out strijkeijser
Item een schroefhaal
Item een haal met een lenkhaal
Item een vuureijssere
Item twee tange
Item een roerleepel
Item een vuurpot
Item drie effers
Item een bijl en een slagtmes
Item twee hanglampen
Item eenen dissel
Item twee schuppen
Item twee turfschuppen
Item een schoep
Item twee mistrieken
Item eenen breekriek
Item een misthaak
Item een misthak
Item een kniebak met een mes
Item een snijbak met een mes
Item een vlagseijse
Item eenen punder
Item twee seijse
Item drie sigte met drie haake
Item twee helsters
Item een saage
Item twee haamen
Item twee sadels met ligten
Item twee paar hagten
Item een houweel. Item ses koeteijers
Item een hooge kar met blokraderen
Item twee mistkarren met blokraaderen
Item een ploeg met sijn toebehoorte
Item een eegd, Item een ploegschars
Item een paardsbak met een reep
Item een scherffmes
Item twee haargetouwen
Volgt het verdere houtwerk
Item twee kasten
Item twee kisten
Item een schupken met een sitting
Item een losse beddekoets
Item een stand
Item een melktob
Item een gaaijer cuijp
Item een heele en twee halve biertonnen
Item een scherffvloot
Item twee emmers
Item een goodbank
Item eenen trogh
Item seeven koebakken
Item seeven driekantige stoelen
Item twee spinnewielen
Item twee vlasheekels
Item een vlasbraak
Item vier vleegels
Item twee recken
Item twee wannen
Item een loopense
Item eenen bootercorff
Item twee taafels
Item twee zeeven
Het aardewerk is van geen waarden
Volgd het beddewerk
Een veeren bed met een peuluw en twee kussens
Item twee linnebedden sonder veeren
Item twee linne hoofdpeuluws
Item twee wolle deekens
Item een linne sarts
Item drie paar oude versleeten slaaplaakens
Item drie oude taaffellaakens
Item twee hoofdflowijnen
Item drie koorensakken
Item de kleederen van de overleene sijn en staan verder gebruijk te worden ten behoeve van de onmondige,
Alsdus gedaen en geinventariseert en sulkx op het aangeeven van voornoemden weedunaar den welken verclaarde hierinne oprechtelijk gehandeld te hebben sonder bij sijn weeten ietwes versweegen ofte agtergehouden te hebben gelovende indien hem namaals ietwes nog mogte te binnen koomen dat hij deesen inventaris altijd sal suppeleeren en bijbrengen en des noods sijnde met eede te sullen bevestigen ten overstaan van Gijsbert Maas, en Antonij van Duijnhooven scheepenen op heeden binnen Lieshout den vijff en twintigsten Oktober 1700 twee en sestigh,
(was getekend)
Peeter Maas
A. van Duinhooven
G. Maas

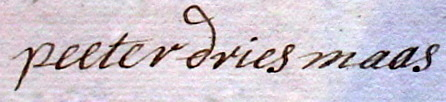
De handtekening van Peeter Andries Maas.

Op 31 oktober 1762 hertrouwde Peeter Andries Maas met Anna Maria Jan Maas, met kerkelijke dispensatie in de derde en de vierde graad van bloedverwantschap in de gemeenschappelijke zijlijn. Uit dit huwelijk werden vier kinderen geboren.
In 1776 droeg Peeter Andries Maas het vruchtgebruik van de onroerende goederen in Ginderdoor over aan zijn schoonzoon Johannes Sterken. De hoeve de Heurk was aanvankelijk verhuurd, maar toen die medio 1782 vrijkwam verhuisde Peeter Dries Maas daarheen met zijn tweede vrouw en hun kinderen. Hij overleed daar op 7 augustus 1784, 74 jaar oud.

### Johannes Sterken, van 1784 tot 1806
Catharina, dochter van Peeter Dries Maas en Jennemarij van Moorsel, trouwde op 27 januari 1771 met Johannes Sterken, geboren op 22 december 1747 te Bakel, als zoon van Johannes Sterken en Johanna Maria de Veth. Moeder Johanna overleed in 1777 en vader Johannes in 1786. Aanvankelijk woonden Johannes en Catharina in Milhees onder den dorpe van Bakel. Daar werden drie kinderen geboren, Jennemie, Theodora en Francis.
Toen Peeter Dries Maas in 1782 verhuisde naar hoeve de Heurk betrok de familie Sterken de Plashoeve. Uit de verpondingskohieren die in 1785 werden opgesteld door E.A. Rovers, de secretaris van het dorpsbestuur, blijkt dat Johannes Sterken op dat moment in Lieshout 169 loopensen 21 roeden oftewel ruim 28 hectare in bezit had. In de verponding kostte dat 37 gulden 1 stuiver 81/2 penning, de bede bedroeg 3 gulden 19 stuivers 141/2 penning. In tegenstelling tot zijn schoonvader had Johannes Sterken zelf geen bezittingen ingebracht in zijn huwelijk.
In de Plashoeve werden nog drie kinderen Sterken geboren, Margaretha, Peeter en Johanna. Op 23 juli 1789, bijna een maand na haar geboorte, overleed dochter Johanna en zes dagen daarna Catharina, 39 jaar oud. Johannes Sterken is niet hertrouwd en bleef achter met vijf kinderen. De oudste, Jennemie trouwde in 1792 op 19-jarige leeftijd met Hendrik van Osch. Het jonge paar trok in bij het gezin Sterken in de Plashoeve waar hun eerste kind werd geboren.

##### Ingrijpende verbouwing

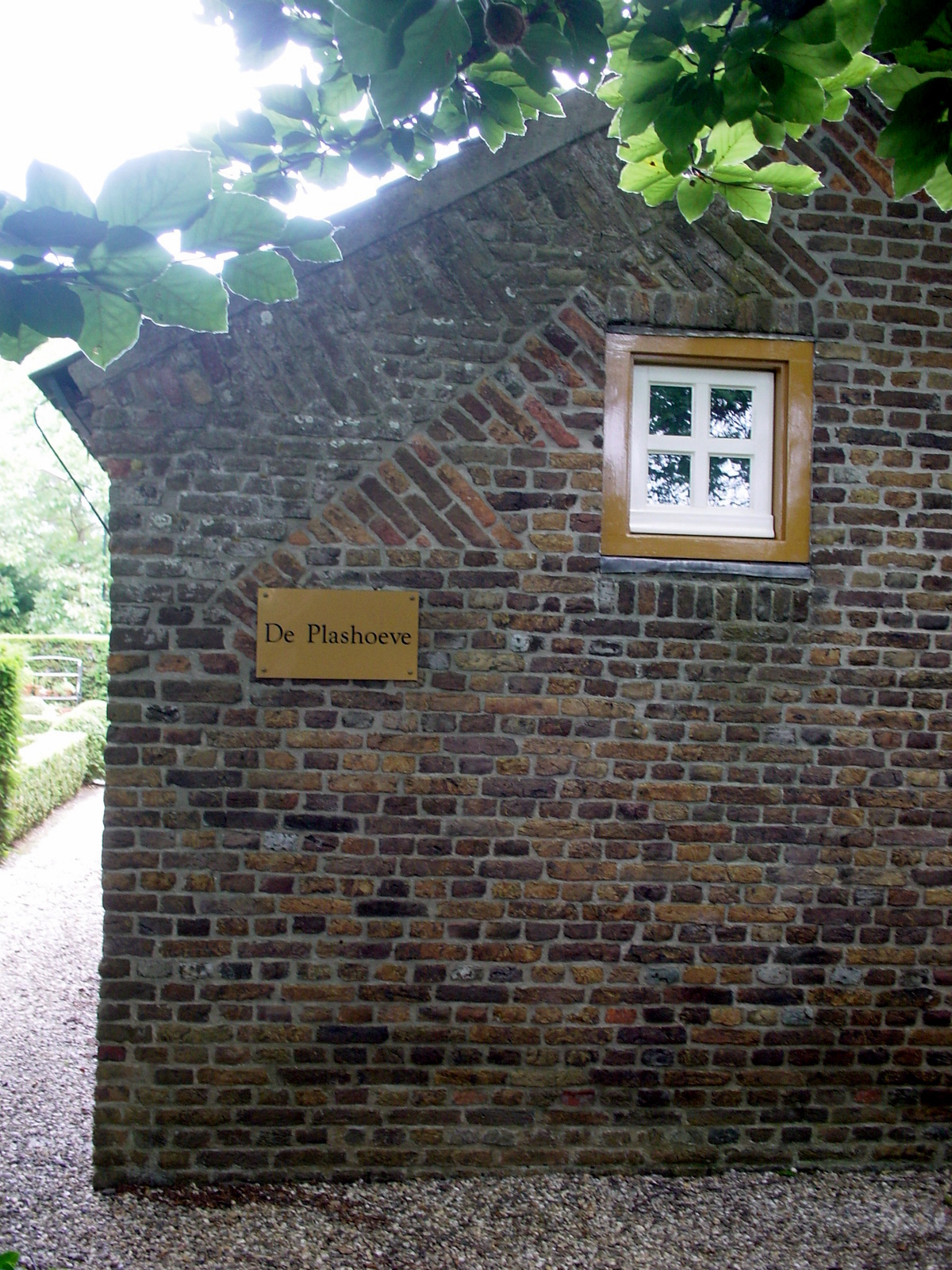
Bij het verhogen van de westgevel is nieuw boerenvlechtwerk boven het oude gemetseld.

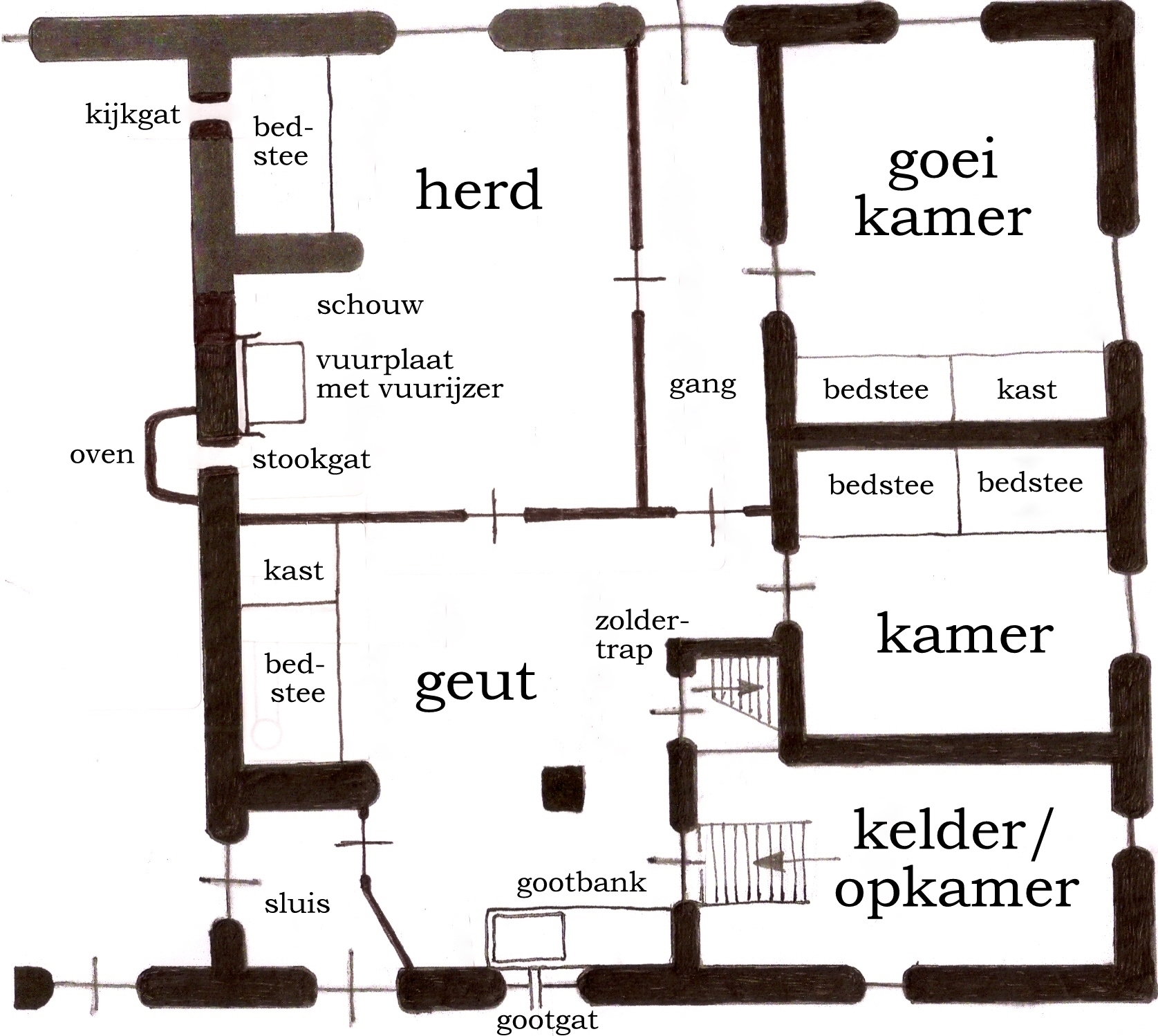
Reconstructie van het voorhuis van de Plashoeve in 1792

We mogen aannemen dat de boerderij gaandeweg werd aangepast aan veranderende omstandigheden. Veelal ging het dan om kleine ingrepen. Johannes Sterken heeft echter in de jaren 90 van de 18de eeuw een ingrijpende verbouwing doorgevoerd. De lange gevel aan de noordzijde was nauwelijks anderhalve meter hoog, waardoor er in de geut en de opkamer weinig ruimte was. Verder had de boerderij nog veel lemen muren van fitselstek. Die muren hadden veel onderhoud nodig, vooral in de potstal waar het leem door de uitwaseming veel te lijden had. Het onderste stuk van het dak aan de noordzijde werd afgebroken en de gevel werd opgemetseld tot die ruim twee meter hoog was. Hierdoor werden niet alleen de geut en de opkamer ruimer, maar ook de stal en de schuur. Om op het hogere dak aan te sluiten werd de hoek van de westgevel hoger opgemetseld. Tegelijkertijd werden in de stal en de schuur alle buitenwanden van fitselstek vervangen door bakstenen muren. Zoals toen gebruikelijk werden de stenen door de bouwers zelf gebakken in de veldoven in het Achterbosch.

Ook binnen in het voorhuis veranderde het een en ander. Er werd een muur opgetrokken vanuit het midden van de schouw dwars door d'n herd en van de voordeur tot de geut werd een gang gemaakt. Op de geut werd een sluis gemaakt naar de achterdeur, tegen de tocht. In het schouwgedeelte van de geut werd de draaier verwijderd, daar kwam een extra bedstee met een kast. Boven de bedstee en de kast werd een plafond getimmerd om ze af te sluiten van de schoorsteen. Deze nieuwe indeling maakte het een stuk makkelijker om er met twee gezinnen in te wonen.
Het onderste stuk van het dak aan de noordzijde dat afgebroken was moest hersteld worden. Het strooien dak was aan de onderkant kwetsbaar voor brand. Bovendien bleef het onderste stro bij regen lang nat, waardoor het kwetsbaar werd. Daarom werd het onderste deel van het dak zowel aan de voorkant als aan de achterzijde gedekt met rode en blauwe pannen, tien rijen hoog. Het hele dak met pannen dekken had geen zin, er zou dan door het grote gewicht van de pannen een veel zwaardere dakconstructie nodig zijn. Wel werden de heideplaggen op de nok vervangen door vorstpannen. De vloeren in de hele boerderij waren nog verhard met leem. In het voorhuis werden rode en blauwe plavuizen gelegd, die in die tijd in zwang kwamen.
Nu de draaier was afgebroken werd het bezwaarlijk om het sop voor de koeien in de schouw te koken. Daarom werd in d'n herd onder in de brandmuur een gat gemaakt naar de voergang. Achter dat gat werd een oven gebouwd waarin de sopketel werd ingemetseld. Die oven kon dan vanuit d'n herd gestookt worden. Nu de sopketel niet meer versjouwd hoefde te worden werd gekozen voor een zeer grote ketel van ruim 150 liter. Achter het vuurijzer werd een ijzeren plaat aangebracht zodat de warmte veel beter in de kamer werd teruggekaatst. Bovendien werd de nu veel kleinere schouw verfraaid met een schoorsteenmantel.
In 1792 werd een nieuw maatboek opgemeten door landmeter Adriaan Coppens uit Helmond. De percelen werden geheel opnieuw ingedeeld en genummerd. Ten opzichte van de verpondingskohieren 1785 was er in de bezittingen van Johannes Sterken niet veel veranderd, hij had in de tussentijd één perceel verkocht ter grootte van 2 loopensen 48 roeden. Toch mat Adriaan Coppens de Lieshoutse bezittingen van Johannes als 189 loopensen 38 roeden, dat is ruim 31 hectare, 3 hectare meer dan in 1785 was gemeten.

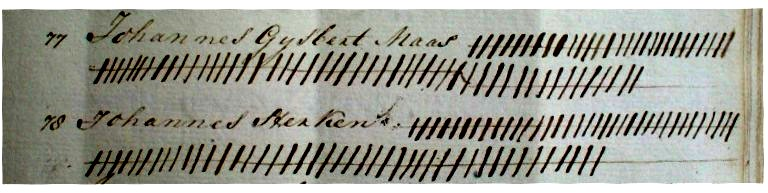
De aantekening van de uitgebrachte stemmen in het Resolutieboek

Johannes Sterken was lid van de schepenbank van 1784 tot 1798, eerst als gewone schepen, later als president-schepen. Nadat in Nederland de Bataafse Republiek was uitgeroepen werd op 12 maart 1795 in Lieshout vanaf het bordes van het raadhuis aan de Heuvel de ‘Declaratie van de Rechten van den Mensch en Burger’ plechtig in het openbaar voorgelezen. Daarmee kwam de macht aan het volk en verloor de Vrouwe van Lieshout, Anna Bout, haar ‘heerlijke rechten’ zoals het recht om de schepenen te benoemen, dezen werden voortaan gekozen.
De verkiezing van de zeven schepenen in Lieshout vond plaats op 23 april 1795. Elke mannelijke ingezetene van boven de twintig jaar, die niet van de bedeling (armenkas) leefde, mocht zeven namen invullen. Van de 150 stemgerechtigden brachten er 110 hun stem uit. Op de stembrieven waren in totaal negen verschillende namen ingevuld. Die werden luidop voorgelezen en genoteerd in het Resolutieboek. De naam Johannes Sterken was het vaakst vermeld en daarmee werd deze de eerste president-schepen van Lieshout die democratisch gekozen was.
Johannes Sterken was president-schepen in een onrustige tijd. In verband met de toenemende onveiligheid werd op 20 december 1796 door de schepenen besloten nachtelijke patrouilles te organiseren. De gemeente werd verdeeld in vier wijken, rotten genaamd. De Plashoeve lag in de Beemdkant-rot met Johannes Sterken als rotmeester. Elke nacht hadden drie buurtbewoners dienst. Zij dienden zich ‘s avonds om tien uur te melden op de Plashoeve, gewapend met geweer of snaphaan, met kruit en lood. Wie geen vuurwapen had moest zich voorzien van een gaffel, peelspaaij of riek. De wakers moesten tot drie uur ’s morgens patrouilleren langs en om alle huizen in de Beemdkant-rot.
Aan het lidmaatschap van de schepenbank kwam voor Johannes Sterken een eind toen alle dorpsbesturen ontslagen werden door de Unitariërs, na de staatsgreep van 1798. Hij werd door de nieuwe machthebbers niet herbenoemd.

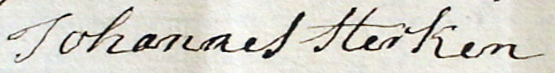
De handtekening van Johannes Sterken

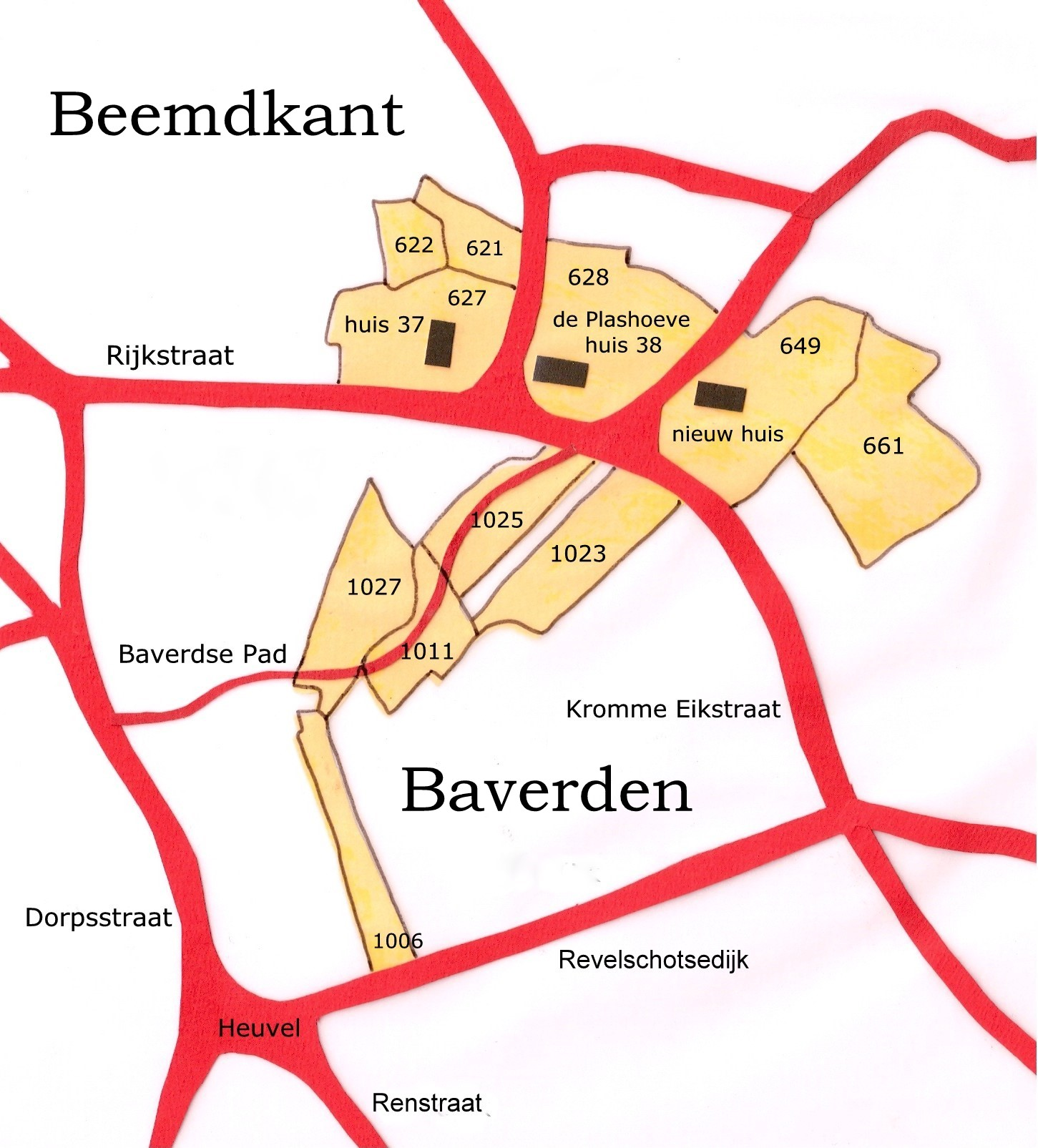
De percelen in de Beemdkant en het Baverden die Johannes Sterken bezat

Johannes Sterken bezat vier huizen, alle geërfd van Peeter Dries Maas. Dat waren huis 38 de Plashoeve, huis 37 de naastgelegen hoeve, huis 27 hoeve de Heurk en een huis te Erp. Waarschijnlijk om aan al zijn kinderen een huis te kunnen nalaten bouwde hij een nieuw huis op een akker, het Coolkampke genaamd, aan de andere kant van de straat. Dat huis kwam gereed in 1805. Op 4 mei van dat jaar benoemde Johannes Sterken president-schepen Hendrik van den Heuvel en Willem van Leunen uit Milheeze tot voogden over de kinderen die op het moment van zijn eventuele overlijden minderjarig of toezicht behoevend zouden zijn. Een jaar later overleed Johannes Sterken, op 6 april 1806, 58 jaar oud.
Op 22 december 1806 maakten de voogden de inventaris op van de boedel van Johannes Sterken, ten behoeve van de minderjarige zoon Peter. De inventaris vermelde vijf huizen waaronder Eerstelijk een huijs hoff en aangelag van ouds genaamd de Plashoeve. De percelen die de verstorvene naliet besloegen in totaal ruim 34 hectare, te weten 28 in Lieshout, bijna 6 in Erp en een halve hectare in Beek en Donk. De onroerende goederen in Lieshout lagen voornamelijk in de buurtschap de Beemdkant en in 't Baverden, midden in het dorp. In de beschrijving van Lieshoutse percelen in de inventaris werd de perceelsindeling van de Kohieren 1700 aangehouden, waardoor de bezittingen vergeleken kunnen worden. Dan blijken de percelen in 1806 voor ruim 21 hectare overeen te komen met de kohieren 1700. Ruim 90% van het in 1698 door Paulus Brouwers gekochte bezit behoorde dus nog tot de Plashoeve.
Staat en Inventaris gedaan maken en opgericht bij Hendricus van den Heuvel President Schepen en inwoonder alhier en Willem van Leunen wonende te Bakel en Milheez in qualiteit als bij gerechtelijke acte alhier ter secretarije gepasseert in dato 4den Meij 1805, door Johannes Sterken aangestelde en gecommitteerde voogden over Peeter zijnen minderjarigen zoon in echte verwekt bij Catharina Maas, ingevolge waarschouwing van de voormalige Raden van Braband, wezende van dato 7 Junij 1764,
En zulks van den boedel en goederen zoo onroerende als roerende, gereede en effecten, nagelaten en metterdood ontruijmt bij gemelden Johannes Sterken, waarin voornoemde Peeter Johannes Sterken een onverdeelde vijfde part is competerende. En bestaat genoemde boedel en nalatenschap in het volgende:
Onroerende goederen gelegen onder de jurisdictie van Lieshout
Eerstelijk een huijs hoff en aangelag van ouds genaamd de Plashoeve groot vijff en veertigh roeden.
Item eenen acker genaamd het Coolkampken groot een lopense vier en veertigh roeden, groes vijff en veertigh roeden, met een Nieuw Huijs daar op staande.
Item eenen acker genaamd het Campken, groot twee lopensen vijff en twintigh roeden, groes daarin vijff en twintigh roeden.
...
Item een huijs hoff en aangelag in de Rijkstraat, groot een lopensen negen roeden, groes daaraan zeeven lopensen twaalff roeden.
...
Item een huijsplaats hoff en aangelag te Ginderdoor groot een lopense agt en veertigh roeden, groeskanten daaraan drie roeden.
...
Item een huijs hoff en aangelag in den Hurk groot drie lopensen twee en dertigh roeden, groes daaraan een lopensen twaalff roeden.
...
Onroerende goederen gelegen onder de jurisdictie van Erp
...
Item een huijs hoff erff en aangelag in de Laaren groot drie lopensen zeven en dertigh roeden
...
Gereede en roerende goederen
Twee trekpaarden, een eenjarig paard, vijff melkkoeijen, een maal, twee kalveren, twee ossen, twee varkens, twee schapen.
Twee hoge karren beslagen, twee beslagen aardkarren, twee ploegen met toebehoren, twee eegden, twee paardsgetuijgen, een kruijwagen, twee schuppen, twee schoepen, vier rieken, een turfschup, twee zeijssen, drie zigten, drie haargetouwen.
Agt koeijbakken, nog een dito, een paardsbak, drie varkensbakken, drie gelinten, een stand, een melktob, een roomtob, twee vloten, een grote kopere koeijketel, drie eijsere ketels, zes kopere handketels, drie kopere koffijketels of moren.
Een en dertigh tinne schotels, twee tinne kommen, zes en twintigh tinne borden, twee tinne geneverkommen, een tinne roomkanneke, twee tinne zoutvaten, een tinne trekpot, twee tinne waterpotten, een tinne kan, een tinne peperbusch en mosterdpot, een tinne suijkerbakje, drie en twintigh tinne lepels, dertien eijsere furchetten, een kopere vuurpan, een kopere lantairne en een gevlogten dito, twee kopere teijlen, twee punders, een koekepan met een lang eijser, twee bindselen en een voorseel.
Een huijshorologie, twee eijsere vuurpotten, twee eijsere stoofpotten, drie stoven, een grote kast, een kleijn kastje of broodschaap, een kleijn kastje, een grote oude kast met rommeldarij, een grote stoel, agt stoelen, drie taaffels, eenen trog, twee kisten, een eijser botergemak, een treegemak, zeeven houten rekken, drie leeren.
Drie haare bedden met toebehoren, twee kaffe bedden, vier wolle dekens, drie linne sartsen, een blekken gieter, twee vlashekels, een koffijmolen, een en twintigh slaaplakens, tien taaffellakens, vijff handdoeken, dertigh ellen linnen laken.
Een eijsere rooster, een vuureijser, een haalketting, een tang, een vuurschup en vuurgavel, een suijkertang, twee vlag zeijsses, een wanmolen en korenschoep, een peelspaaij, twee emmers, een asbak, een pintje, twee banken, een snaphaan, twee wannen, een lopen, drie dorsvlegels, een snijbak met mes, twee braken, een schaal met gewigt, een acks, een houthak, twee bijlen, twee slagtmessen, twee meshakken, een houthak, een zeev, een hooijmand.
Een boterschotel en roomsaij, een tinne weijwaterpotje, twee lepelborden, een theerek, eenige traankannetjes, een saag, een snijmes, twee duppers, een effer, een kloofbondel, een kapmes, een boor, een boterkorff, zeeven manden, vijff korenzakken, drie flessen, twee waskuijpen, een waterkuijp, zes vaatjens, twee olij stoopen, een steene pot, twee aarde potten, twee roompotten, een steene boterpotje.
Een eijsere broodtrekker, een trekstang, twee spinnewielen, een spinhekel, een haspel, een slijpsteen met toebehoren, een zaaijkorff, een strijkeijser en bout, een olijpint en tregter, eenige oude versleten meubelen weinig van waardij, twee boterschoteltjes, agt paar theeschoteltjes, drie paar bed gordijnen, een schouwkleet, een schooldoon, een potlepel.
Circa veertigh vimme strooij, circa dertigh duijzend ponden hooij, circa een honderd en twintigh vaten rogge, circa een honderd en dertigh vaten haver, circa agt vaten gerst, circa vier vaten erten, circa twee vaten bonen, circa dertigh vaten boekweijt, circa vier vaten zomerzaat, circa een vat groensaat, circa drie vaten lijnsaat, circa agt steenen vlas, circa tien pond wortelsaat, circa drie honderd pond spurrij.
Circa vijftien honderd mutsard en een quantiteit brandhout en turff, circa twintigh lopensen rogge ten velden.
Een obligatie van vijff honderd guldens ten lasten van Willem van Leunen te Bakel en Milheez.
Een obligatie van drie honderd guldens ten lasten van Francis Willem van Moorsel.
Een jaarlijkse koorn renthe van vijff vaten rogge ten lasten van Laurens van Lith.
Eene pretensie van vijftigh gulden ten lasten van Johannes Peter Maas.
Eene pretensie van veertigh gulden vijftien stuijvers ten lasten van Francis Willem van Moorsel.
Eene pretensie van twee gulden tien stuijvers ten lasten van de weduwe Andries Maas.
Eene pretensie van twee honderd drie en tagchtigh gulden ten lasten van Hendricus van Osch.
Eene pretensie van veertien gulden ten lasten van Johannes Johannes Swinkels.
Eene pretensie van eene gulden ten lasten van Anthonij Gruijters.
Eene pretensie van drie en veertigh gulden ten lasten van Jan van den Berg te Erp.
Twee goude ringen, twee mans rokken, een hemdrok met zilveren knopen, twee vrouwe rokken, een blauwe voorschoot, een paar zilveren broekgespen, een kerkboek met zilveren sloten, een eijsere plaat met een schouwmantel.
Aldus bij het opnemen van de voornoemde voogden de gemelde goederen geinventariseert, welke voogden verklaarden mits deezen alles ter goeder trouwe te hebben opgegeven, zonder met haar willen weeten of consent ietwat te hebben versweegen of agtergehouden.
En ingevalle hier na data dezes ietwes meerder mogte te vooren komen het geene op deze inventaris niet is gebragt en echter tot dezelven mogte behoren zoo beloven voornoemde voogden deezen inventaris daarmeede te zullen vergroten en amplificeren; bereid zijnde om hier op den eersten requisiten onder Heiligen Eede te expurgeren.
Coram Francis Dries Maas en Anthonij van de VijfEijken Schepenen.
Op heden binnen Lieshout ten sterfhuijze van Johannes Sterken, den twee en twintigsten December 1800 zes.
(was getekend)
H. v.d. Heuvel
W. v. Leune
F.D. Maas
A. v. Vijfeijken

### Hendrik van Osch, van 1807 tot 1843

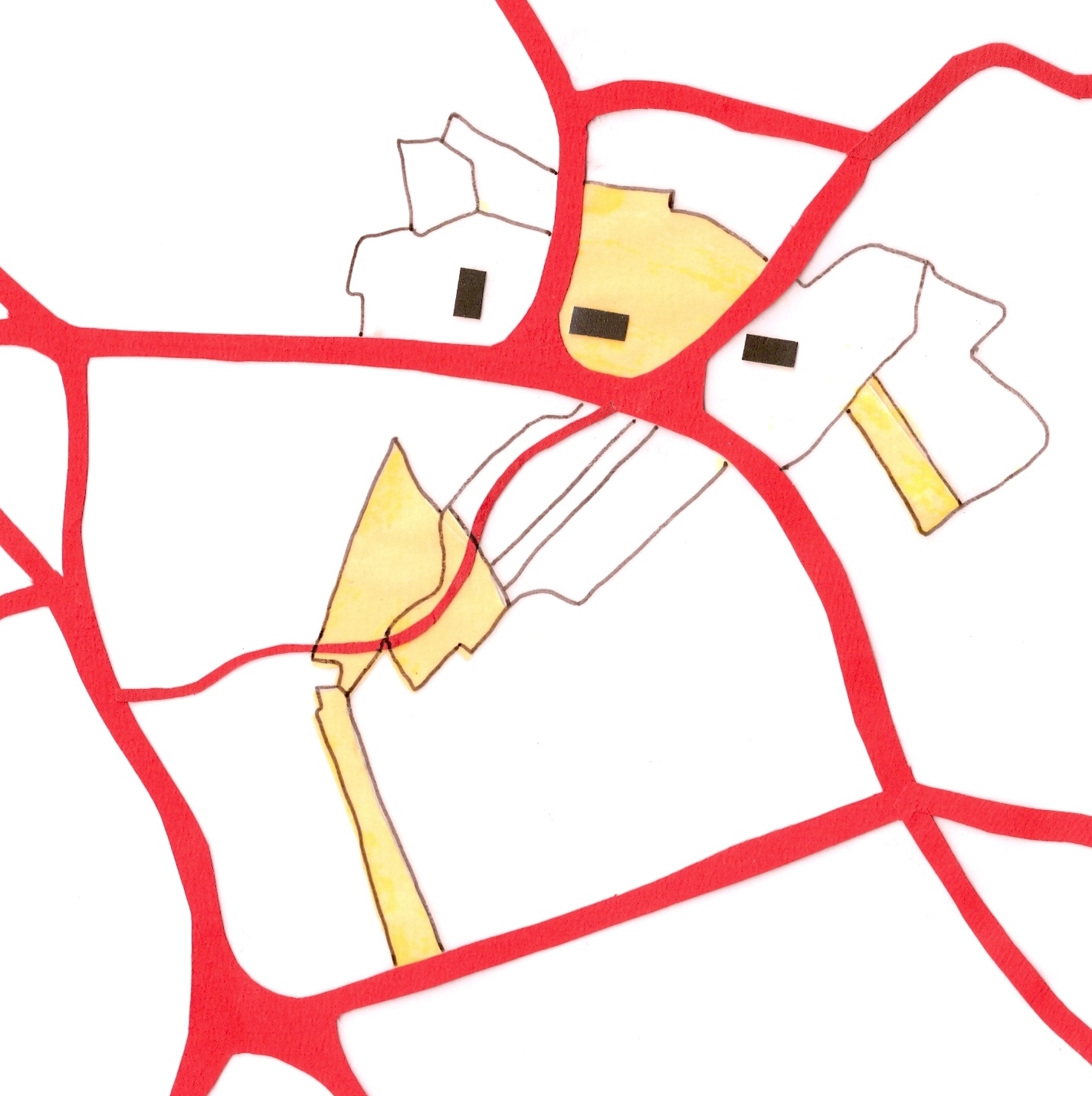
De percelen na de eerste boedelscheiding ...

Op 18 juni 1807 vond een boedelscheiding plaats. Jennemie, echtgenote van Hendrik van Osch, was inmiddels overleden en wel in 1805, een maand na de bevalling van een doodgeboren kind, ze werd 33 jaar oud. In het protocol staat vermeld dat E.A. Rovers, verantwoordelijk voor de invordering van belasting in Lieshout, heeft vastgesteld dat deze erfenis niet onderhevig is aan successiebelasting.
Voor de schepenen verschenen Hendrik van Osch, weduwnaar van Jennemie Sterken en voogd over zijn vier minderjarige kinderen genaamd Catharina, Johanna, Martien en Johannes, en verder Gerrit Johannes Maas en Martien Swinkels als echtgenoten van respectievelijk Dorothea en Margareta Sterken en ten slotte Francis Sterken. Bovendien waren aanwezig Hendrik van den Heuvel, President Schepen en Willem van Leunen, de twee laatstgenoemden als wettig aangestelde voogden over Peter Sterken.
De nalatenschap werd verdeeld in vijf kavels, die bij loting werden toegewezen. Het tweede kavel omvatte onder meer de Plashoeve:
Een huijs, stal en schuur aan elkanderen en een schop en bakhuijs afzonderlijk en hoff en aangelag gelegen alhier aan den Beemdkant, groot volgens de maatlijst van den Jaare 1792 elf loopensen elf roeden en daarop bekend onder № 628.
Deze kavel viel bij blinden lotinge toe aan Hendrik van Osch ten behoeve van zijn vier minderjarige kinderen. De percelen die hem toebedeeld werden waren 46 loopensen 37 roeden groot, oftewel bijna 8 hectare. Ze waren bezwaard met de helft van de oorspronkelijke schuld van Paulus Brouwers van 2000 gulden. De andere helft rustte op perceel 649 van Martien Swinkels, de man van Margareta Sterken.
Hendrik van Osch is geboren te Lieshout op 10 november 1766 als vijfde kind van Johannes van Osch en Dorothea van de Weijer. Op 19 februari 1792 trouwde hij met Jennemie Sterken. Hun oudste dochter, Catharina, werd geboren in de Plashoeve. Hendrik van Osch verhuisde met zijn gezin in 1795 naar de naastgelegen boerderij, huisnummer 37. Daar kregen ze nog vijf kinderen, Martinus, Johannes, Johanna, Jennemarie die slechts kort geleefd heeft, en een doodgeboren kind.
Net als zijn schoonvader was Hendrik van Osch actief in de Lieshoutse gemeenschap. Hij was borgemeester in 1794, en was tot schepen benoemd in 1798, toen Johannes Sterken werd afgezet. Bovendien was hij vanaf 1800 rotmeester van het Beemdkant-rot. In 1814 werd hij beëdigd als lid van het college van zetters.
Catharina van Osch, de oudste dochter, trouwde op 20 augustus 1812 met Jan Francis Swinkels. Zij was negentien, hij drie en twintig. Twee maanden later werd hun zoon Gerrit geboren. Catharina schonk Jan Francis nog een dochter, Jennemarie, en een zoon, Johannes, die allebei slechts één dag leefden en ten slotte, begin 1817, nog een Johannes. Een half jaar later overleed Catharina, 24 jaar oud. Johannes, haar jongste zoon, overleed in 1837, twintig jaar oud. Zijn broer Gerrit volgde hem in 1839, hij werd net geen 27. Daarop besloot Jan Francis Swinkels zijn deel van de boedel op te eisen voor zich zelven. Hij had recht op het erfdeel van zijn overleden zonen in de nalatenschap van hun overgrootvader Johannes Sterken.
De Schepenbank was inmiddels afgeschaft, alle onroerend goed transacties werden voortaan vastgelegd door een notaris. Zo verscheen de familie Van Osch op verzoek van Jan Francis Swinkels op 10 augustus 1840 voor notaris Cornelis van Kemenade. De onroerende goederen waren getaxeerd door twee Lieshoutse boeren, Johannes Swinkels en Johannes van den Broek, die daartoe door de partijen onderling benoemd waren. De totale boedel bleek 8 bunder 50 roeden 40 ellen groot te zijn, dus 85 040 m2. De ervaringsdeskundigen baseerden hun schattingen op de huurwaarde en bekende opbrengsten van vergelijkbare nabijgelegen percelen en verdeelden het totaal in vier kavelingen met elk een zuivere waarde van f 600,00. De Plashoeve lag op kavel nummer 1 en de schuld van duizend gulden die rustte op het geheel werd overgebracht naar deze kavel. De rente erover was verschuldigd aan de erven van wijlen Vrouwe Anna Bout.
Daarna werd ten overstaan van de kantonrechter overgegaan tot de loting, waarbij Jan Francis Swinkels kavel nummer 2 trok, met in het Baverden het perceel 1027, een akker aan het Baverdse Pad. Hendrik van Osch bleef, namens zijn kinderen en kleinkinderen, eigenaar van de Plashoeve, nu met 6 bunder 93 roeden 18 ellen grond, dat is 69 318 m2.

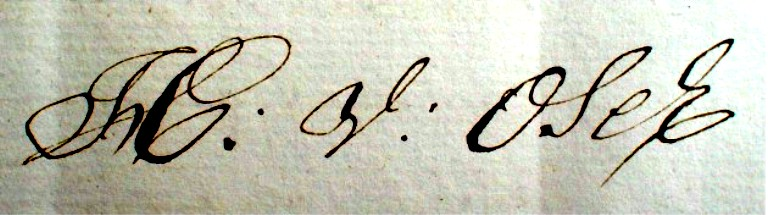
De handtekening van Hendrik van Osch

Drie jaar later, op 25 november 1843 overleed Johannes van Osch, 46 jaar oud en ongehuwd.
Zijn vader Hendrik van Osch overleed op 6 december van dat jaar, hij werd 77 jaar en woonde tot zijn dood in de Plashoeve.
Beiden lieten onroerende goederen na die verdeeld moesten worden.

### Gerrit Maas, van 1844 tot 1851

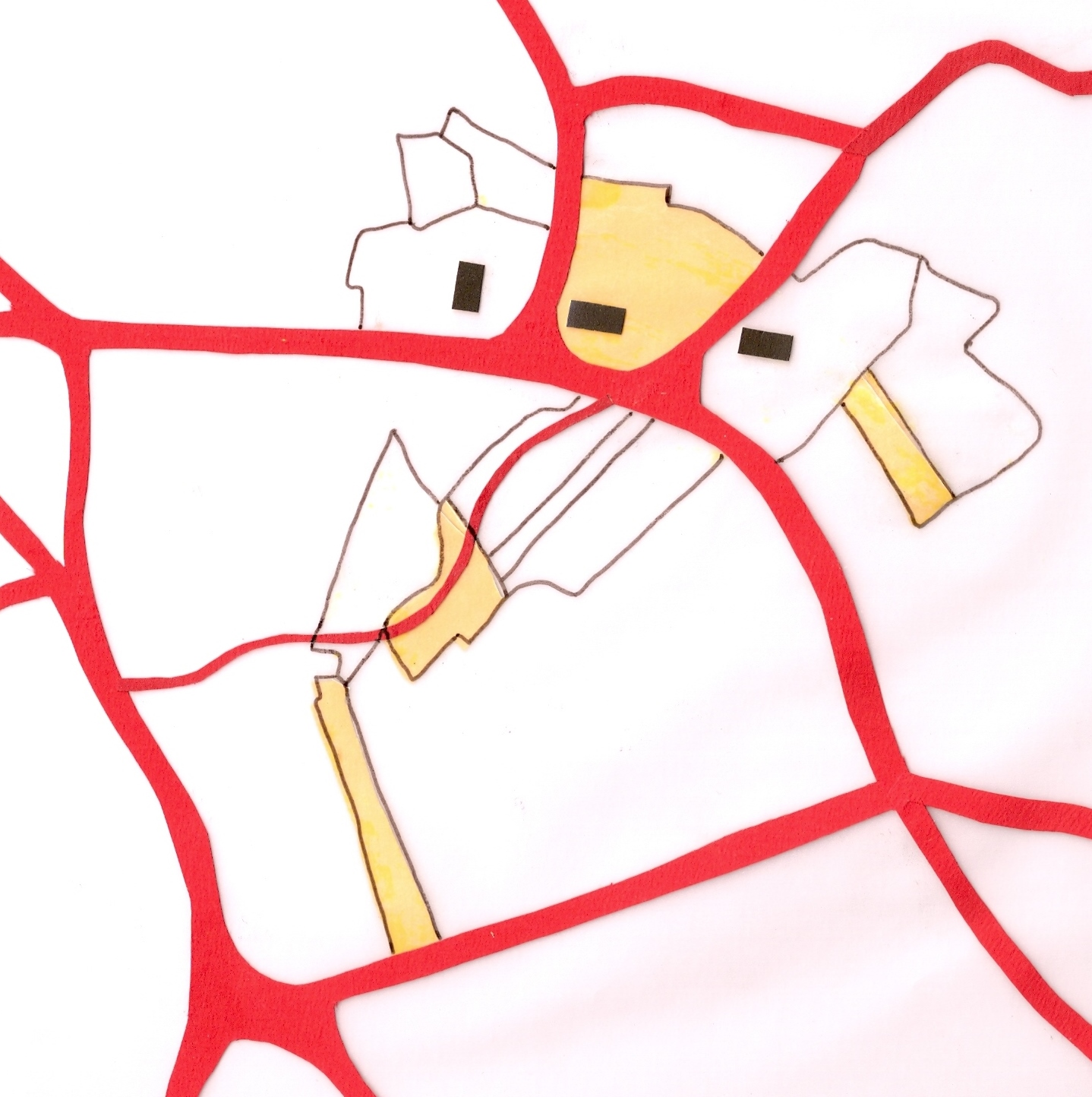
... na de tweede en derde boedelscheiding ...

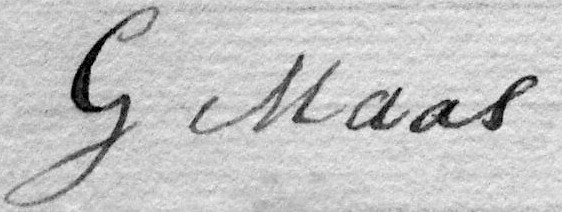
De handtekening van Gerrit Maas

Op 15 mei 1844 verschenen de erfgenamen voor notaris Cornelis van Kemenade voor de derde boedelscheiding. Er waren twee partijen, aan de ene kant Martinus van Osch, aan de andere zijde Gerrit Maas als wettige voogd over de vijf minderjarige kinderen van zijn overleden vrouw Johanna van Osch. Ook tegenwoordig was Jan Francis Swinkels, als toeziende voogd over de genoemde minderjarigen.
De erven Bout hadden inmiddels in 1842 de rechten die zij bezaten in Lieshout verkocht aan de heer Albert Bots, fabrikant te Helmond. De schuld van duizend gulden die rustte op de Plashoeve was voortaan aan hem verschuldigd.
Ook nu waren deskundigen benoemd om de prijs van de onroerende goederen te bepalen. Dat waren de Lieshoutse boeren Francis Sterken, Johannes Vande Donk en Willem Verstappen. Zij verdeelden de percelen in twee kavels met een zuivere waarde van f 1418,75. Kavel nummer 1 omvatte de percelen die wijlen Hendrik van Osch bezat buiten de Plashoeve. Kavel nummer 2 omvatte de Plashoeve met de daarbij behorende percelen. Martien van Osch kreeg Kavel 1 toegedeeld en Gerrit Maas namens zijn kinderen kavel 2 met daarin de Plashoeve.
Gerrit Maas is geboren op 10 april 1798 te Lieshout als zoon van Martinus Maas en Hendrina van den Broek. Hij trouwde op 11 oktober 1823 met Johanna van Osch. Zij woonden in de Plashoeve en kregen daar zeven kinderen, Johanna Maria, Hendriena, Johannes, Christiaan, Dorothea, Martinus die twee dagen leefde en Hendrikus die overleed voor 1844. Johanna van Osch overleed op 25 april 1837. Gerrit Maas hertrouwde op 13 oktober 1838 met Mechelina van Lieshout, geboren op 9 maart 1802 in de naastgelegen boerderij (huijs 39). Het nieuwe echtpaar bleef in de Plashoeve wonen.

### Kinderen Maas, van 1851 tot 1868

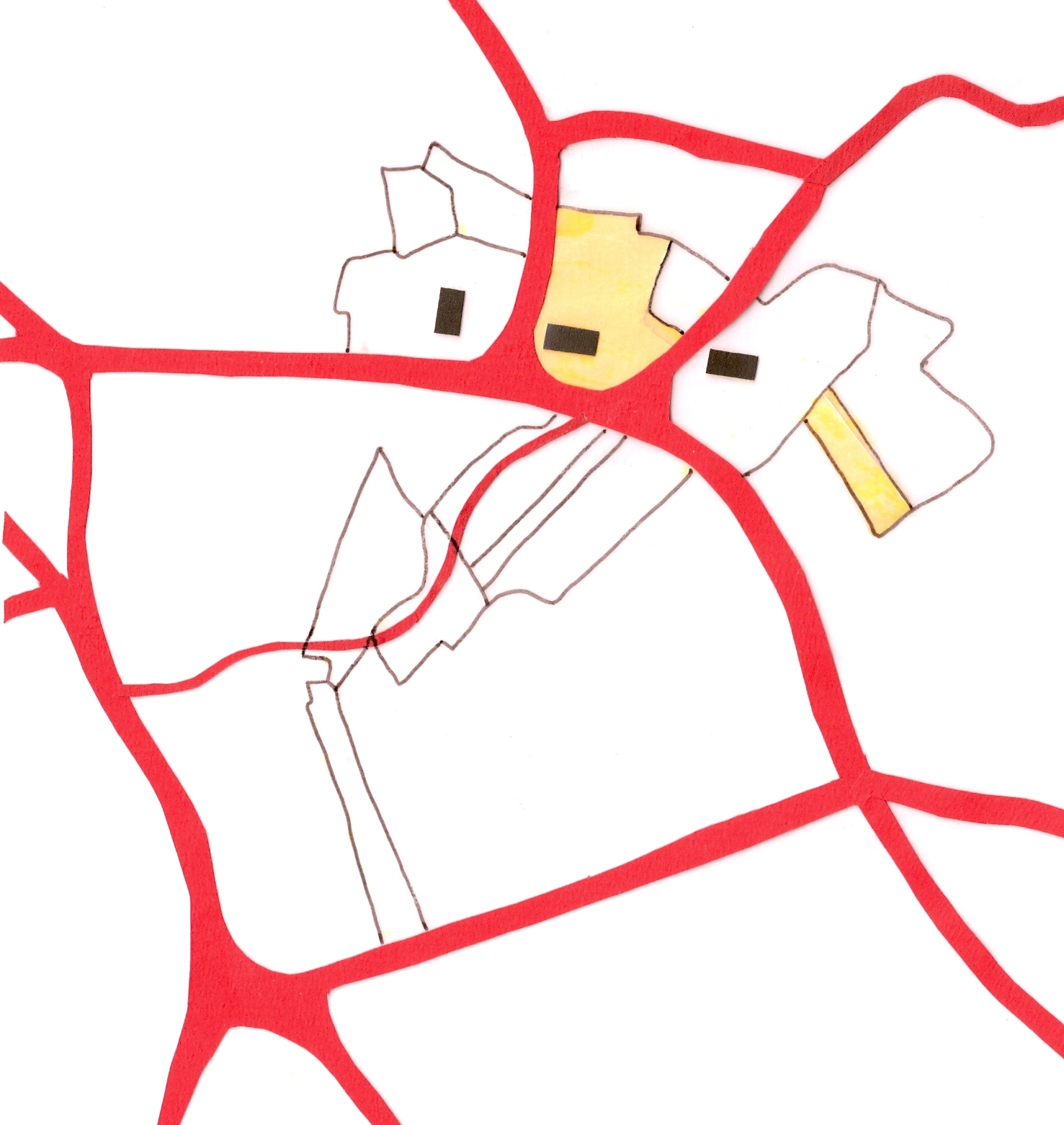
... na de vierde boedelscheiding

In 1851 verlangden Johanna Maria en Hendriena, de inmiddels getrouwde dochters van Gerrit Maas hun deel van de erfenis. Deze vierde verdeling vond plaats op 5 september 1851, voor Cornelis van Kemenade.
Bij het bepalen van de waarde van de boedel werd verwezen naar de waardering die in 1844 was vastgesteld.
De boedel werd verdeeld in vijf kavels met een zuivere waarde van f 325. Bij loting vielen de kavels waarin de Plashoeve gelegen was toe aan Johannes, Christiaan en Dorothea Maas. Zij waren nu gezamenlijk eigenaar van kavels met een oppervlakte van 4 bunder 91 roeden 35 ellen, dat is 49.135 m2. Zij verklaarden de kavels nog in gemeenschap te laten.

##### Verhuur van 1850 tot 1856
In 1850 verhuisde Gerrit Maas naar Helmond. De Plashoeve werd toen verhuurd aan Martien van Vlerken uit Aarle-Rixtel. Deze nam zijn intrek in de hoeve en trouwde op 19 april 1850 met Petronella Maas uit Lieshout. Zij kregen er drie kinderen, van wie er een na een maand stierf. Martien overleed op 17 november 1854, op 35-jarige leeftijd. Petronella was toen 32. Enkele maanden later, op 12 februari 1855, werd hun vierde kind geboren. Petronella verliet de Plashoeve op 18 maart 1856 en verhuisde met haar drie kinderen naar Stiphout.
Christiaan Maas trouwde op 7 mei 1856 en betrok de Plashoeve, met zijn vrouw, Hendrica Sleegers uit Vlierden. Hij was 26 jaar, zij dertig. Hendrika schonk Christiaan zes kinderen, van wie er twee dood geboren werden en een slechts één dag oud werd. In oktober 1865 stierf zij in het kraambed, 39 jaar oud.
Johannes Maas trouwde op 2 mei 1860 en Dorothea Maas op 17 juni 1867. Christiaan hertrouwde op 25 mei 1868 met de 35-jarige Hendrica van den Hurk uit Erp. De drie eigenaren besloten tot openbare verkoop van hun gezamenlijke bezittingen in Lieshout, die overigens meer inhielden dan alleen de Plashoeve.

#### Openbare Verkoping

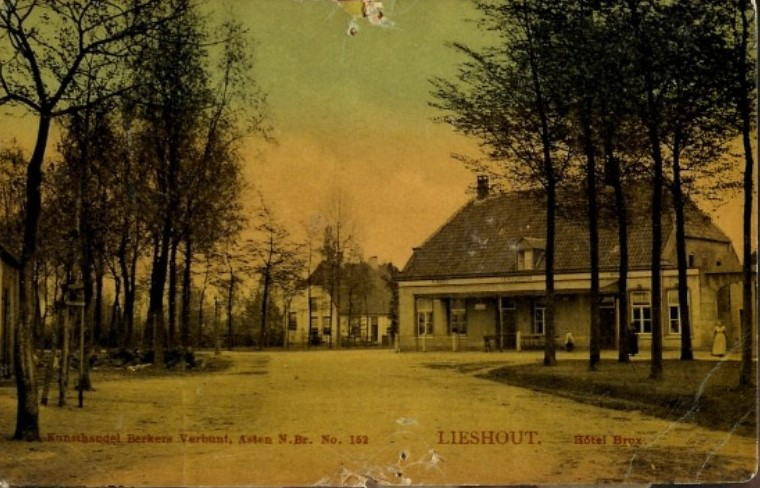
Hotel Brox, gebouwd in 1805, op een foto anno 1900

De verkoop van de onroerende goederen van de erven Maas vond plaats in twee zittingen door notaris Carel Lodewijk van Riet uit Deurne en werd gehouden in Hotel Brox, nu het Bavaria Brouwerij Café. Op 20 juli 1868 vond de eerste zitting plaats. De notaris bracht de kavels in verkoop door een inzetbedrag te noemen, waarna hij het bedrag in een neergaande reeks verlaagde. Degene die mijnde was verplicht zijn inzet te verhogen met ten minste twee slagen. Daarop stond het eenieder vrij om het bod te verhogen door hard op tafel te slaan. Elke slag deed vijf gulden, waarvan vier gulden ter verhoging van de koopsom en één gulden voor de laatste die daarvóór geslagen had. Landbouwer Geert Verbakel won het bieden op de Plashoeve met een bod van f 1620, verhoogd met veertig slagen.
De definitieve verkoop vond plaats op 3 augustus 1868. Ieder die het bod van twee weken geleden op een of meerdere kavels wilde verhogen kon nu voor de notaris verschijnen en zijn bod uitbrengen door op tafel te slaan.
Geert Verbakel verhoogde zijn bod met tien slagen. De notaris telde op luide toon van een tot en met tien. Daar niemand zich tijdens het tellen meldde viel de Plashoeve toe aan Geert Verbakel. Daarmee was hij eigenaar van de Plashoeve met ongeveer 2 hectare grond voor f 1820, belast met een schuld van f 1000 aan de erven Bots waarover jaarlijks vier procent rente betaald moest worden. De overdracht van de onroerende goederen zou volgens de verkoopvoorwaarden pas in de loop van het volgende jaar plaatsvinden. De weilanden zouden worden overgedragen op 15 maart, het huis met Pinksteren en het bouwland te stoppelbloot, dat wil zeggen na de oogst.
De verkopers reserveerden al de houtgewassen die op de gekochte percelen stonden tot het einde van het volgende jaar voor zichzelf. Verder hielden ze ook de sopketel en het schelfthout voor zichzelf.

## Periode 1869 tot 1970, Geert Verbakel en erfgenamen

### Geert Verbakel, van 1869 tot 1871

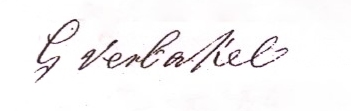
De handtekening van Geert Verbakel

Geert Verbakel is geboren op 16 december 1810 in Beek en Donk als zoon van Leendert Verbakel en Allegonda de Groof. Op 1 februari 1845 trouwde hij te Lieshout met de 33-jarige Anna Rooijakkers. Ze gingen wonen in Ginderdoor en kregen daar drie kinderen, Thiddor, Leendert en Driek. Geert Verbakel bezat voor hij de Plashoeve kocht al twee boerderijen. De boerderij op het Ginderdoor waarin hij zelf woonde en een aan de Duin, die hij verhuurde. Volgens familieoverlevering kocht hij de Plashoeve voor zijn jongste zoon Driek.
Op 28 april 1869, ruim voor Pinksteren, vertrok Christiaan Maas met zijn gezin uit de Plashoeve naar Vlierden. Daarop betrokken de drie zonen van Geert Verbakel de hoeve. Ze waren toen respectievelijk 22, negentien en zeventien jaar oud. Geert en zijn vrouw Anna bleven in Ginderdoor wonen. Geert overleed daar op 27 januari 1871, 60 jaar oud. De Plashoeve bleef in het bezit van zijn erfgenamen tot 1970.

### Erven Verbakel, van 1871 tot 1885
Na het overlijden van Geert Verbakel viel de Plashoeve in een onverdeelde boedel. Zijn weduwe Anna Rooijakkers bleef wonen in Ginderdoor, zij overleed in 1876 op 64-jarige leeftijd. Na verloop van tijd bleek dat op enkele stroken grond naast de Plashoeve, aan de berm van de weg, het recht van voorpoting rustte.

##### Recht van voorpoting

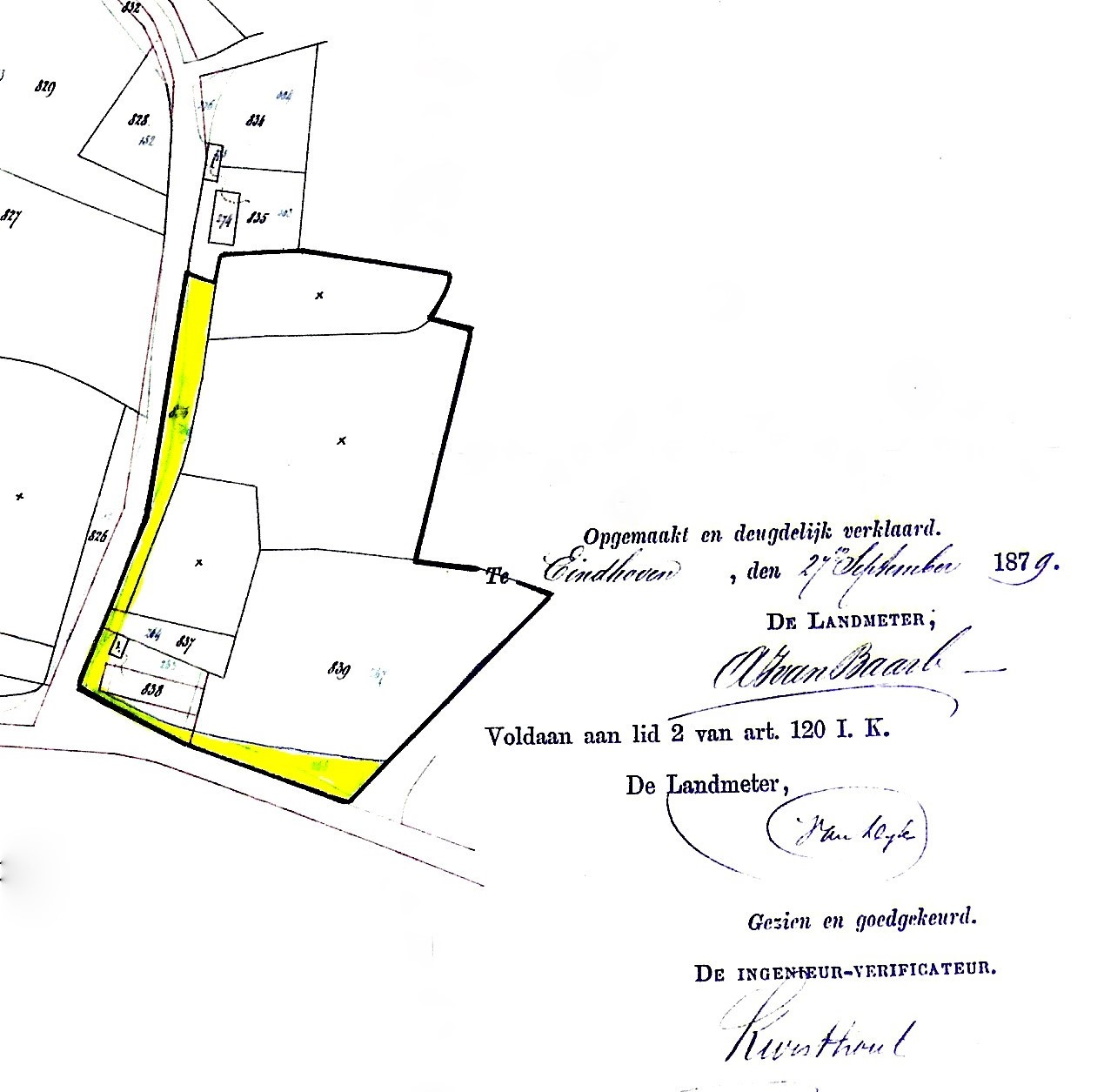
Geel gemaakt: stroken voorpotingen gekocht door de gebroeders Verbakel

Toen het recht van voorpoting werd ingesteld was de abdij van Floreffe eigenaar van de percelen die in het domein Lieshout grensden aan de openbare wegen. Daarmee verkreeg de abdij het voorpootrecht op die wegen. In 1698 verkocht de abdij van Postel de Lieshoutse hoeven. Daarbij werd het recht van voorpoting buiten de koop gehouden, dat recht behield de abdij voor zichzelf. In 1714 verkocht de abdij van Postel alle rechten die de Norbertijnen in Lieshout hadden aan Adriaan Bout, inclusief het voorpootrecht. De erven Bout verkochten hun rechten in Lieshout in 1842 aan Albert Bots, een textielfabrikant uit Helmond. Albert Bots overleed zes jaar later. De erven Bots en de gemeente Lieshout hebben langdurig onderhandeld over de status van het voorpootrecht in Lieshout. In 1879 sloot men een overeenkomst. Ter uitvoering daarvan nam de gemeenteraad van Lieshout op 14 juli 1879 het besluit om grond op openbare wegen waarop het voorpootrecht rustte onderhands te verkopen. Voor de verkoop plaatsvond moesten de erven Bots alle bomen en verdere beplantingen rooien. De grond zou daarop worden verkocht aan de eigenaren van de tegenliggende percelen. Het ging om 85 stroken grond met een geschatte waarde van f 3 3373,73. De opbrengst van de verkoop zou voor de helft ten goede komen aan de erven Bots als eigenaar van het recht van voorpoting en voor de andere helft aan de gemeente Lieshout als eigenaar van de grond.
De verkopingen werden op 22 september 1879 beschreven bij notaris Antoon Dijkhoff te Helmond. Daarbij waren aanwezig de Edelachtbare heer Johannes van den Heuvel, burgemeester der gemeente Lieshout, koetsier Willem Burgstede als gemachtigde van de erven Bots en koopman Bertram Stabel, mondeling gemachtigde van de kopers.
Bij die verkopingen kochten de gebroeders Verbakel in gemeenschap stroken uitgerooide voorpotingen in twee percelen en gedeelten van enkele aangrenzende wegen, in totaal 17 are 66 centiare voor f 132,93.

### Driek Verbakel, van 1885 tot 1924

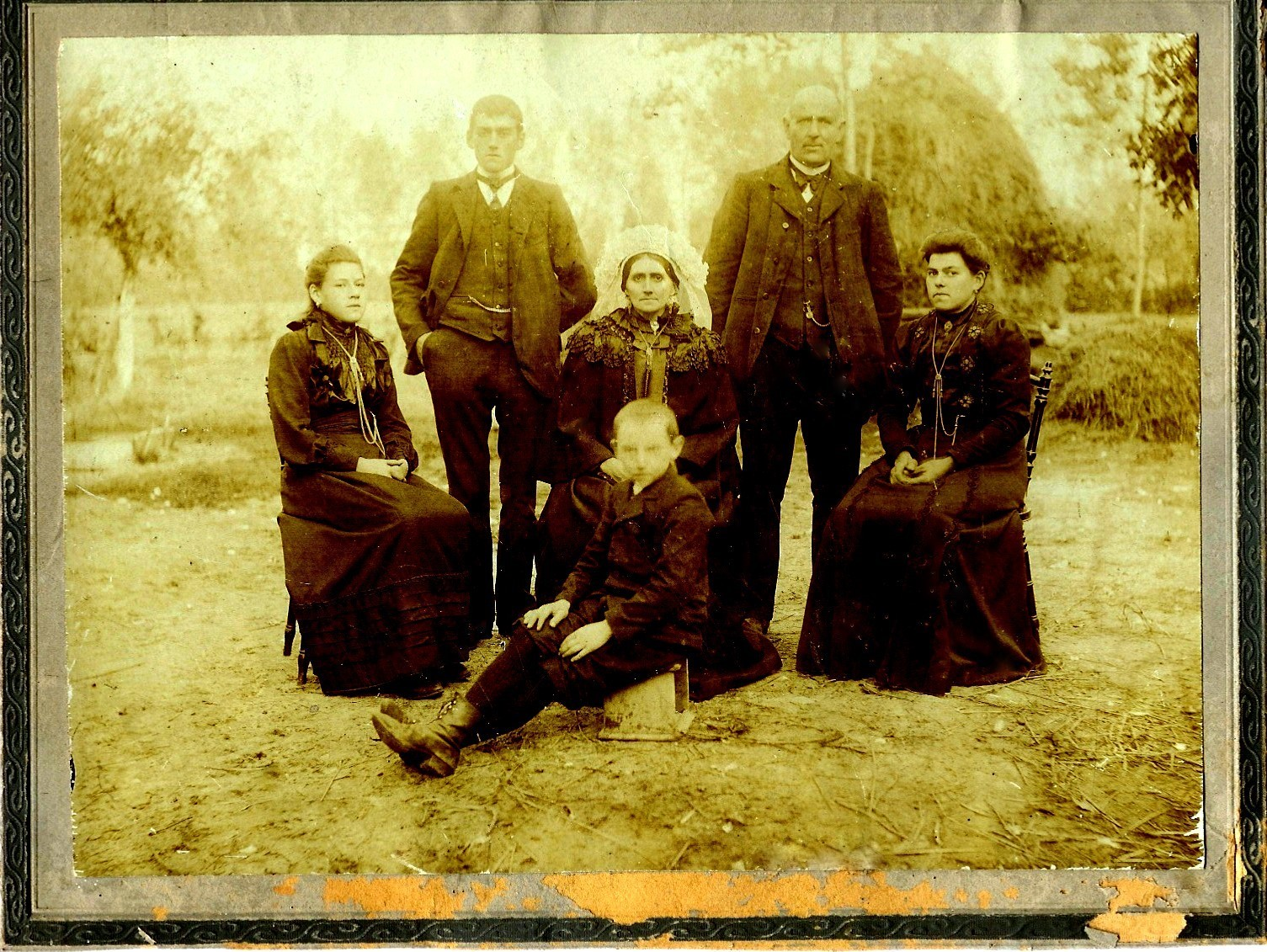
De familie Verbakel-van Thiel, met van links naar rechts Anna, Janus, Hanri, Johanna, Driek en Truus

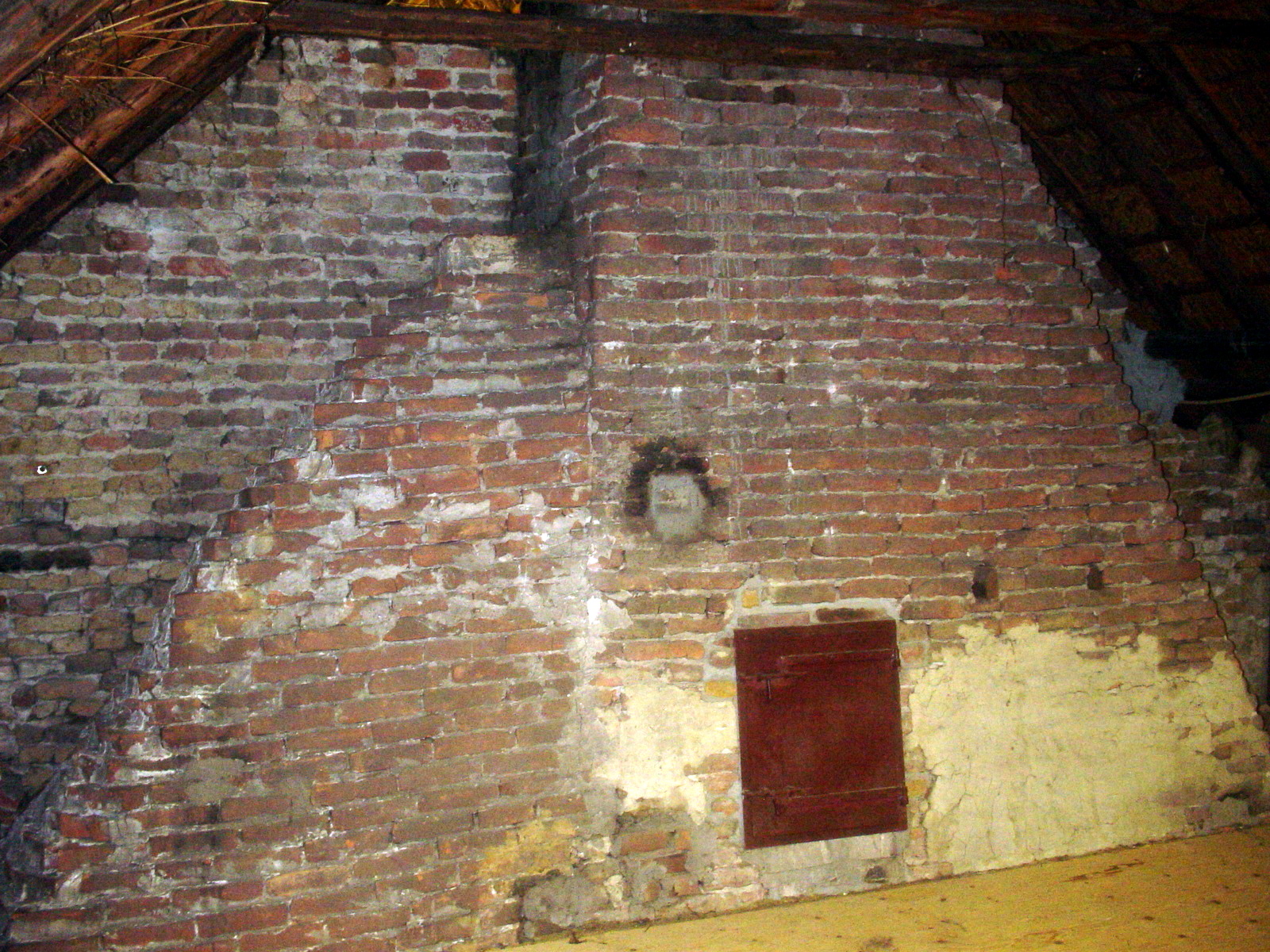
Op de zolder van het voorhuis: de brandmuur van veldovenstenen met daarvoor de dubbele schoorsteen. Het oude gedeelte is van veldovenstenen, het nieuwe deel van fabrieksstenen. Het gat van de kachelpijp van de plattebuiskachel is nog herkenbaar.

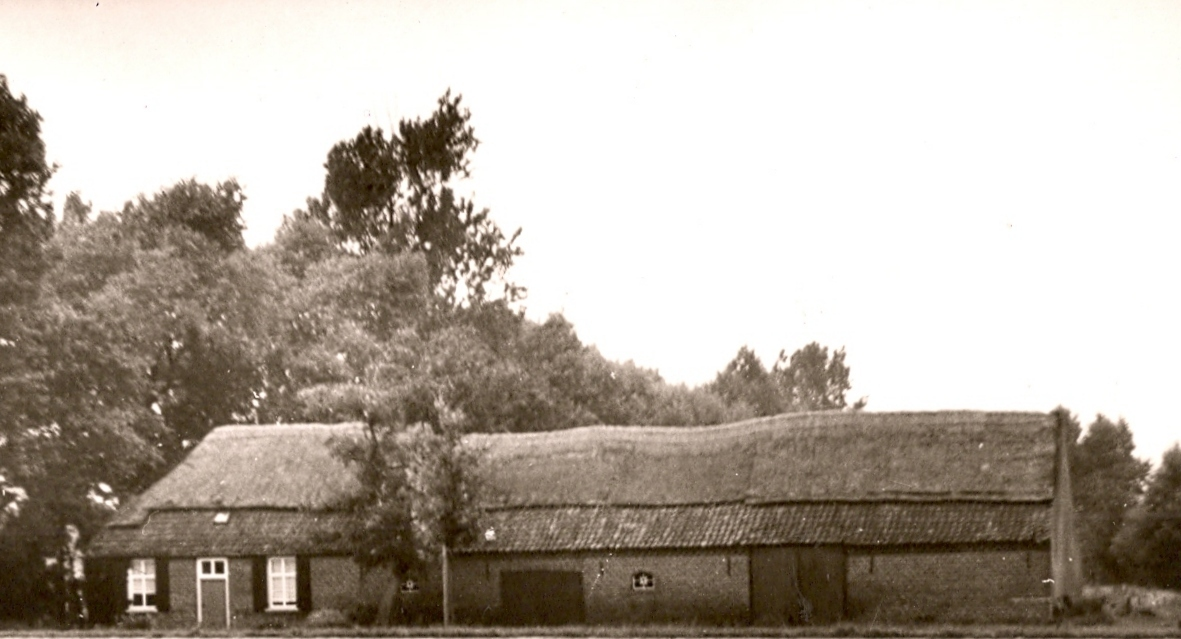
De ingekorte Plashoeve met de oostgevel zonder wolfseind

Leendert Verbakel trouwde in 1881 en zijn broers Thiddor en Driek in 1884. Op 31 maart 1885 verschenen de gebroeders voor notaris Mathias van Kemenade te Gemert om de boedel in der minne te scheiden. Daarbij kreeg Driek Verbakel de Plashoeve toegewezen, overeenkomstig de wens van zijn vader. Thiddor Verbakel kreeg de boerderij in de Duin toegescheiden en Leendert Verbakel die in het Ginderdoor. De erfenis van Geert Verbakel omvatte bijna 35 hectare, met een totale waarde van f 18 210.
Er wordt in de akte niet gerept over een schuld aan de erven Bots. Het is dus aannemelijk dat de helft van de oorspronkelijke schuld die nog op de Plashoeve rustte, inmiddels was betaald.
Driek Verbakel is geboren op 14 april 1852 te Lieshout. Hij trouwde op 24 juni 1884, 32 jaar oud met de acht jaar jongere Johanna van Thiel. Na hun huwelijk gingen Driek Verbakel en zijn vrouw Johanna in Beek en Donk wonen. Op 5 mei 1886 betrokken ze de Plashoeve, waar ze vijf kinderen kregen, Anna, Janus, Geert die na zes maanden overleed, Truus en Hanri.

##### Verbouwing
Driek Verbakel voerde enkele ingrijpende verbouwingen uit. Het open vuur in de schouw verwarmde de woonkeuken slechts 4 tot 6 graden. Bovendien was een schouw een groot trekgat. Rond 1880 kwam de plattebuiskachel op. Die gaf veel meer warmte en er kon ook goed op gekookt worden.
Driek Verbakel sloot de schouw af met een planken betimmering met schuifdeur. In het midden van het vertrek werd de plattebuiskachel geplaatst. Om een rookkanaal naar de buitenlucht te realiseren werd een opening in het plafond gemaakt en werd op de zolder een gat in de schoorsteen gehakt.
Christiaan Maas had de oven in de voergang afgebroken en de grote sopketel meegenomen. Daarom was het veevoer de afgelopen jaren gekookt in de schouw in de woonkeuken. Omdat die schouw na de afsluiting niet meer gebruikt kon worden, werd een stookplaats gemaakt in het oude schouwgedeelte in de spoelkeuken. Het plafond dat daar door Johannes Sterken was aangebracht werd afgebroken. In plaats daarvan werd een tweede schoorsteen gebouwd die aangesloten werd op de oude schoorsteen. De tweede schoorsteen werd gemetseld met fabrieksstenen. Als gevolg van de ontsluiting van Oost-Brabant door de Zuid-Willemsvaart in 1826 en de uitvinding van de ringoven in 1858 waren fabrieksmatig geproduceerde stenen inmiddels goedkoper dan stenen uit een veldoven.
Uit overlevering van de familie Verbakel is bekend dat er begin 20ste eeuw enkele flinke reparaties nodig zijn geweest. In 1907 werd de gevel aan de zuidzijde van het woonhuis vernieuwd. In 1915 waaide tijdens een storm de oostgevel om, samen met het wolfseind. De muur werd zonder wolfseind, dus tot de nok rechtop, weer opgebouwd. De boerderij werd daardoor vijf meter korter.
Driek Verbakel overleed op 12 oktober 1924, 72 jaar oud.
Het was toen de gewoonte dat bij de uitvaart de dode met de voeten naar voren door de officiële voordeur naar buiten werd gedragen. Volgens het heersende volksgeloof zou anders de geest van de gestorvene terugkomen om onheil aan te richten.
Driek was een grote man, die na zijn dood in een grote kist gelegd werd. In deze kist stond hij opgebaard in de kamer naast de opkamer, met de voeten aan de kant van de deur, zoals het hoort. De kist was zo groot dat hij niet uit die kamer de gang in kon draaien in de richting van de voordeur. Richting keuken kon wel, maar dan lag het hoofd aan de kant van de voordeur. In de nacht voor de ter aarde bestelling werd de kist door het raam naar buiten geschoven, via de voordeur in de goede positie weer naar binnen gebracht en in de gang opgesteld. Bij de uitvaart kon het stoffelijk overschot zo op ordentelijke wijze, met de voeten naar voren en door de voordeur, het huis definitief verlaten.

### Erven Verbakel, van 1924 tot 1937
Na het overlijden van Driek Verbakel viel de Plashoeve in een onverdeelde boedel. Janus Verbakel woonde niet meer in de hoeve, hij was in 1921 getrouwd.
Weduwe Johanna van Thiel bleef in de Plashoeve wonen, samen met haar dochters Anna en Truus en haar zoon Hanri.
Johanna van Thiel overleed op 14 februari 1934. Op 4 juli van dat jaar trouwde Truus Verbakel en verliet de Plashoeve.
Hanri Verbakel trouwde in 1936.
Anna Verbakel bleef alleen achter.

### Anna Verbakel, van 1937 tot 1944
Op 6 februari 1937 werd de boedel gescheiden. Net als bij de scheiding in 1885 werd de erfenis in der minne verdeeld. De Plashoeve werd toegescheiden aan Anna Verbakel. Anna Verbakel is geboren op 14 april 1887 te Lieshout. Ze was ziekelijk en bleef ongehuwd. In 1943 werd Anna Verbakel te ziek om alleen te kunnen blijven wonen en verhuisde ze naar haar zus Truus in Beek en Donk. Na enige tijd verslechterde haar toestand zodanig dat ze opgenomen moest worden in het ziekenhuis in Nijmegen. Daar overleed ze op 10 maart 1944, 57 jaar oud.

##### Verhuur, van 1943 tot 1949
Toen Anna Verbakel de Plashoeve moest verlaten verhuurde zij de hoeve aan Grard Brox die haar al een tijd op de boerderij hielp. Grard Brox was geboren op 23 februari 1917 te Erp. Hij trouwde op 26 oktober 1943 te Mierlo met Paulina Coolen, geboren 21 juni 1918 te Geldrop. Het echtpaar betrok de Plashoeve op 2 november 1943. Zij kregen er drie kinderen. Het gezin verliet de Plashoeve op 21 april 1949 om te emigreren naar Alberta in Canada.

### Janus Verbakel, van 1945 tot 1965
De Plashoeve is in 1945 via successie overgegaan naar Janus Verbakel. Janus Verbakel is geboren op 18 juli 1889 te Lieshout en op 31 mei 1921 getrouwd met de twee jaar oudere Mina Aarts uit Beek en Donk. Janus Verbakel overleed in 1962, 73 jaar oud.

##### Verhuur van 1949 tot 1970

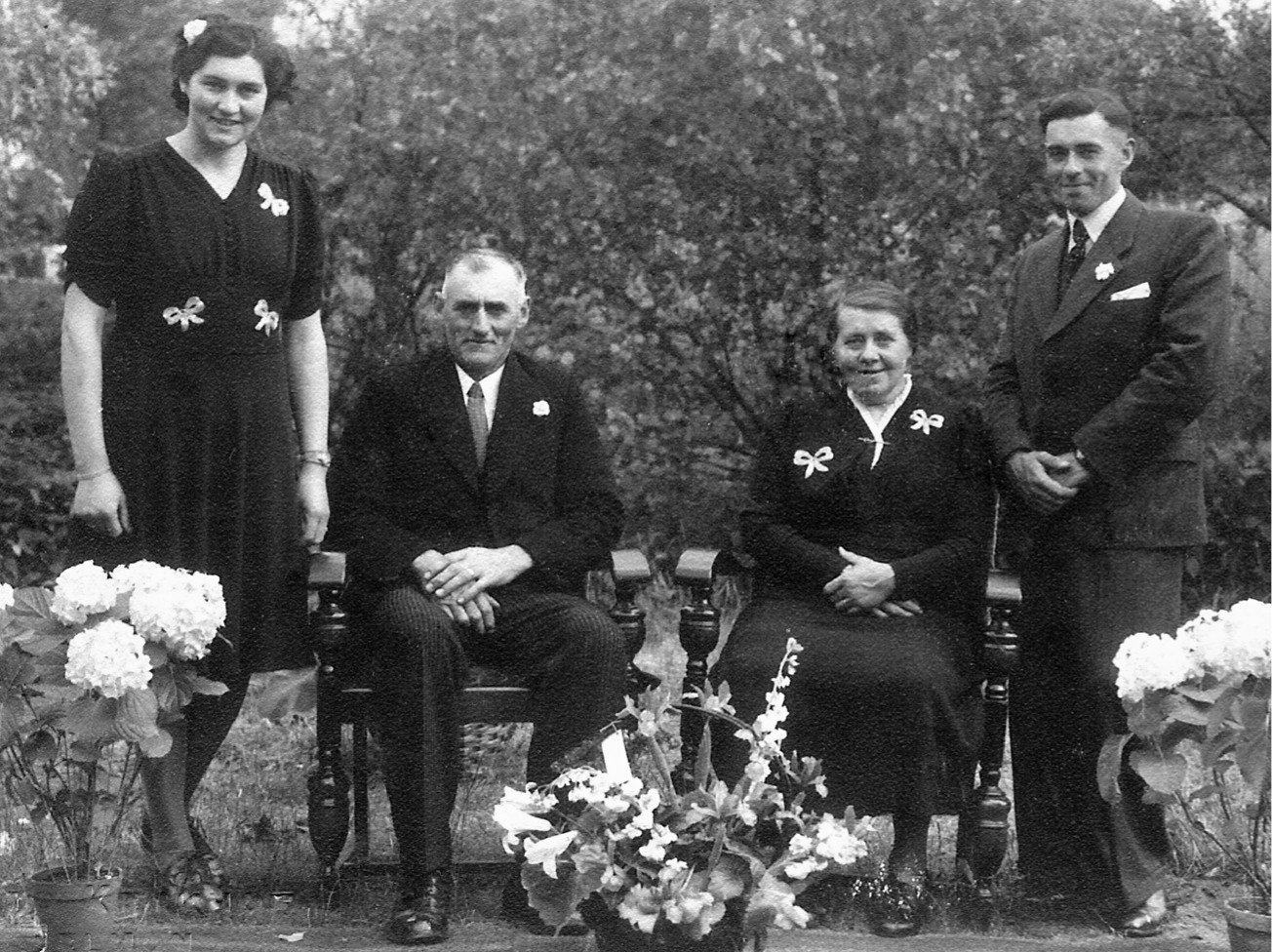
De familie Verbakel-Aarts bij de zilveren bruiloft, met van links naar rechts Christien, Janus, Mina en Harrie

Janus Verbakel heeft nooit in de Plashoeve gewoond, hij verhuurde de hoeve na het vertrek van Grard Broks aan Toon Brouwers, gehuwd met Annie van Grinsven. Zij woonden er van 1 juni 1949 tot 15 juni 1970 en kregen in de Plashoeve drie kinderen. Toon Brouwers beschreef de Plashoeve als een boerderij met weinig comfort, er was geen douche en het heuske was buiten, achter het kippenhok.
Toon Brouwers was zaakvoerder van de Coöperatieve Aan- en Verkoop vereniging CAV en had daardoor de bijnaam Toon van het Pakhuis gekregen. Het Pakhuis werd door de CAV gebruikt voor opslag en verkoop van boerenbenodigdheden. Er was niet veel ruimte, daarom sloeg Toon Brouwers volumineuze goederen op in de Plashoeve. In die tijd gebruikten boeren verdund zoutzuur om kuilvoer te conserveren. Dat zoutzuur werd in pure vorm aangeleverd in grote stalen manden met daarin groene flessen met een voering van stro. Toon Brouwers sloeg die manden bij de Plashoeve op, de boeren konden dan daar met de eertkar hun bestelling ophalen. Later werd het agressieve zoutzuur vervangen door melasse, een afvalproduct van de suikerfabrieken. Ook de melasse sloeg Toon Brouwers op bij de Plashoeve. Bovendien gebruikte hij de Plashoeve voor opslag van steenkool.

### Erven Verbakel, van 1962 tot 1965
Na het overlijden van Janus Verbakel viel de Plashoeve in een onverdeelde nalatenschap. De erven Verbakel besloten de hoeve voorlopig te blijven verhuren.

### Harrie Verbakel, van 1965 tot 1970
In 1965 werd de boedel gescheiden ten kantore van notaris Lambertus Penders te Gemert. Zoon Harrie Verbakel verkreeg daarbij de Plashoeve.
Harrie Verbakel is geboren in 1922. In 1954 trouwde hij met Anna Verschuuren geboren in 1925 te Stiphout.
De Plashoeve verkeerde inmiddels in zo’n slechte staat dat groot onderhoud onvermijdelijk was. Harrie Verbakel was eerst van plan de vervallen boerderij af te breken tot hij het advies kreeg om voor de boerderij, die immers veel oude waardevolle elementen bezit, de monumentenstatus aan te vragen. De gemeente Lieshout wilde graag helpen bij de aanvraag. Dat leidde ertoe dat de Rijksdienst voor de Monumentenzorg van het Ministerie van Cultuur, Recreatie en Maatschappelijk Werk de Plashoeve in 1970 op de voorlopige lijst van beschermde monumenten plaatste.

## Restauratie
Op 1 september 1970 werd de Plashoeve door Harrie Verbakel ten kantore van notaris Hubertus Penders te Gemert verkocht aan Pim Brouwers (Tilburg, 20 januari 1922 - Nuenen, 22 november 2002) en zijn echtgenote Hetty Clignett (Malang, 19 november 1922 - Nootdorp, 27 maart 2014). De oppervlakte van boerderij met omliggende grond was 3300 m2.

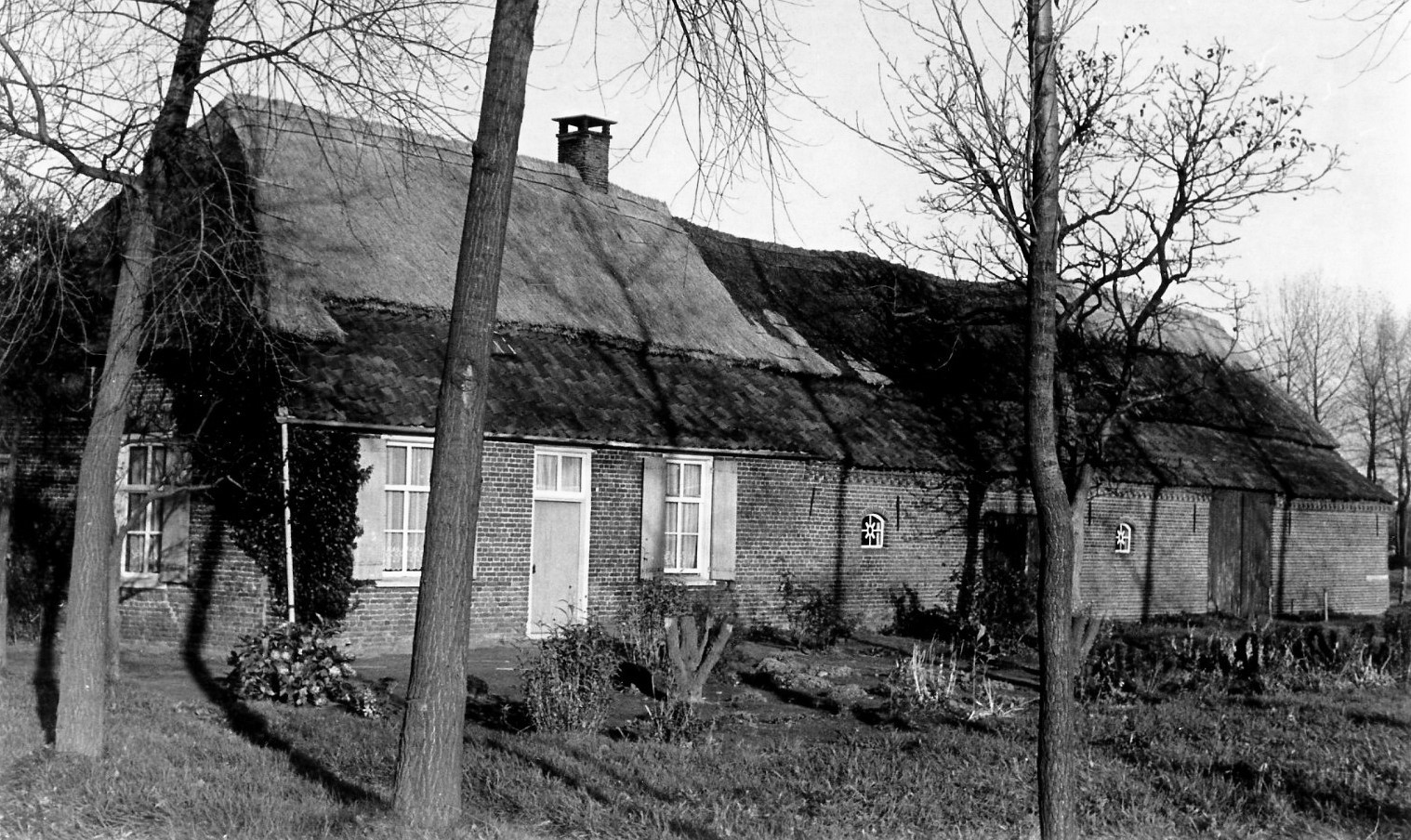
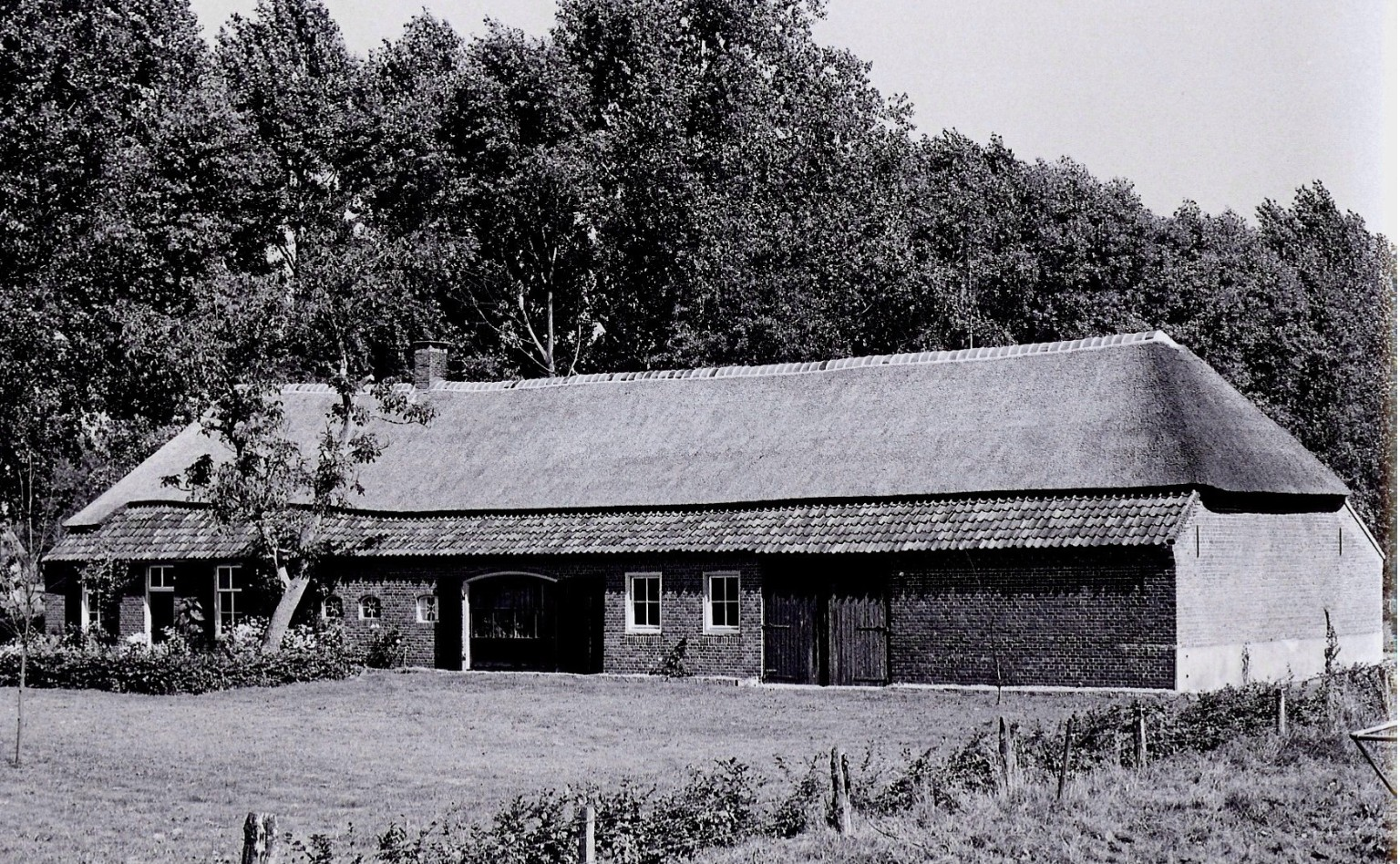

Pim Brouwers liet de Plashoeve restaureren onder architectuur van monumentenarchitect G.H.F. Valk uit Rosmalen en onder toezicht van de Rijksdienst voor de Monumentenzorg. Architect Valk legde reeds op 3 augustus 1970 de bestaande toestand van de boerderij vast. Vervolgens maakte hij bouwtekeningen voor de restauratie, waarbij hij waardevolle elementen uit het verleden combineerde met eisen van modern comfort zoals veel woonruimte, goede isolatie en centrale verwarming.
Op 14 oktober waren de voorstellen klaar. De tekeningen werden vier keer gewijzigd voor ze op oudjaar werden opgestuurd met de vergunningsaanvraag. B&W van Lieshout en Gedeputeerde Staten van Noord-Brabant verleenden de vergunningen op 26 mei 1971.
In de nacht van 16 op 17 juli, nog voordat de restauratie begonnen was, werden uit de Plashoeve antieke stoelen en een antieke klok gestolen en werd een eeuwenoude eiken ankerbalk uit de boerderij gezaagd en meegenomen.
De daders werden binnen een dag gepakt.
De subsidietoezegging bleef geldig en de restauratie kon doorgaan, zij het met extra kosten. De restauratiewerkzaamheden namen in september 1971 een aanvang. Medio 1972 werd de restauratie afgerond.

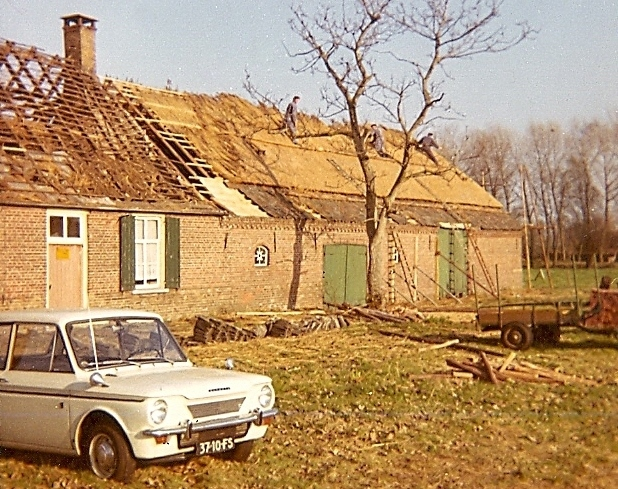
De zuidgevel
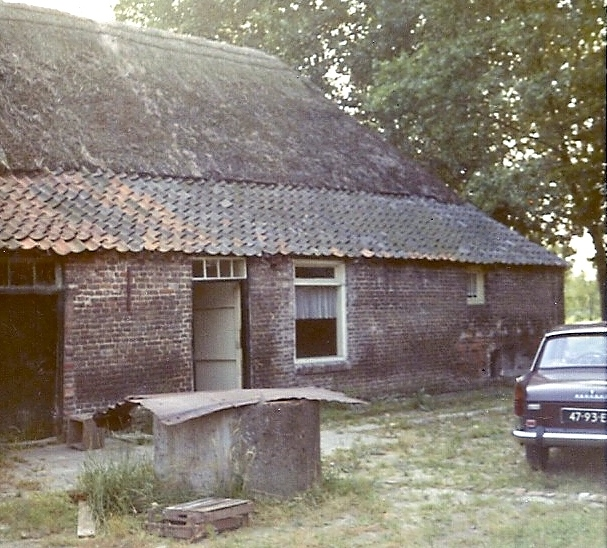
De noordgevel
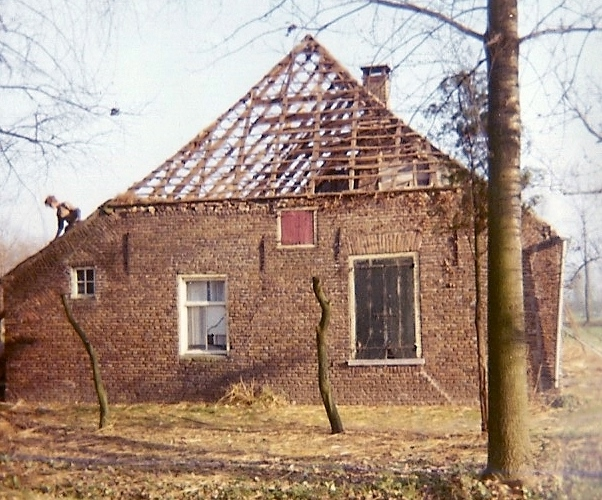
De westgevel
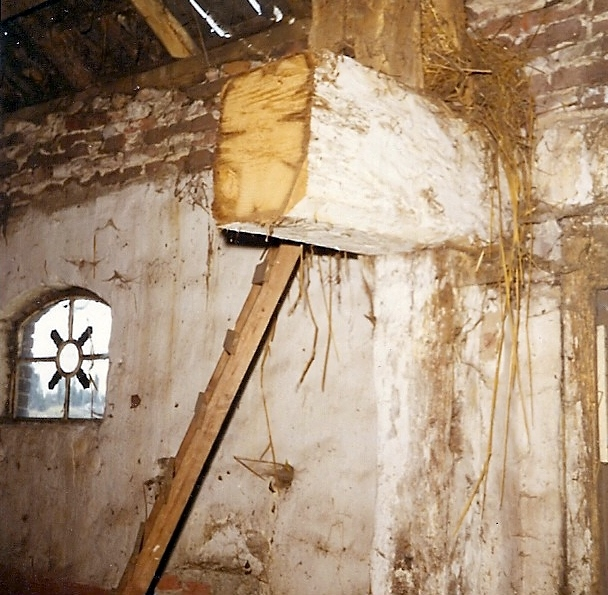
De afgezaagde ankerbalk

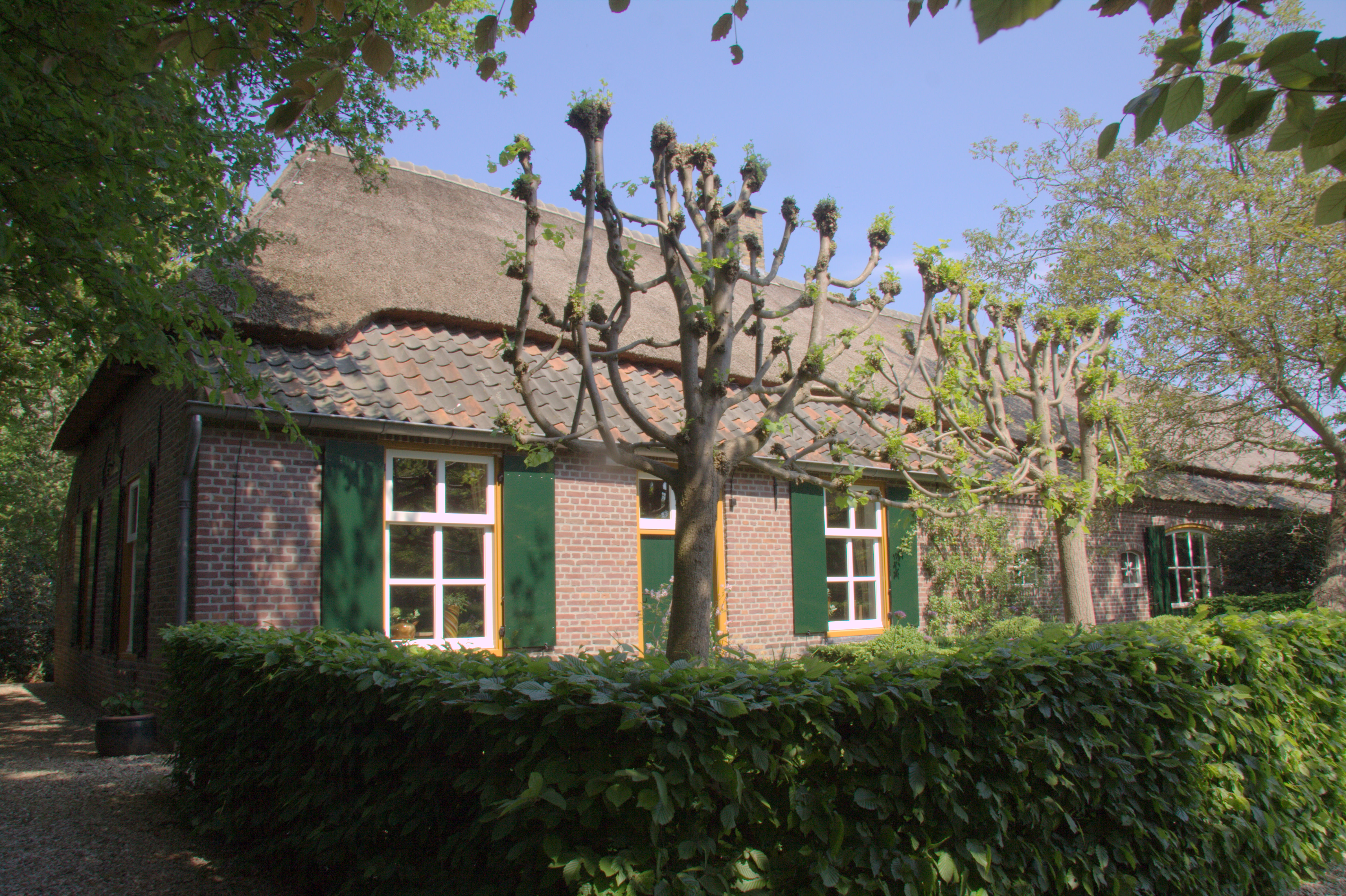
De zuidgevel
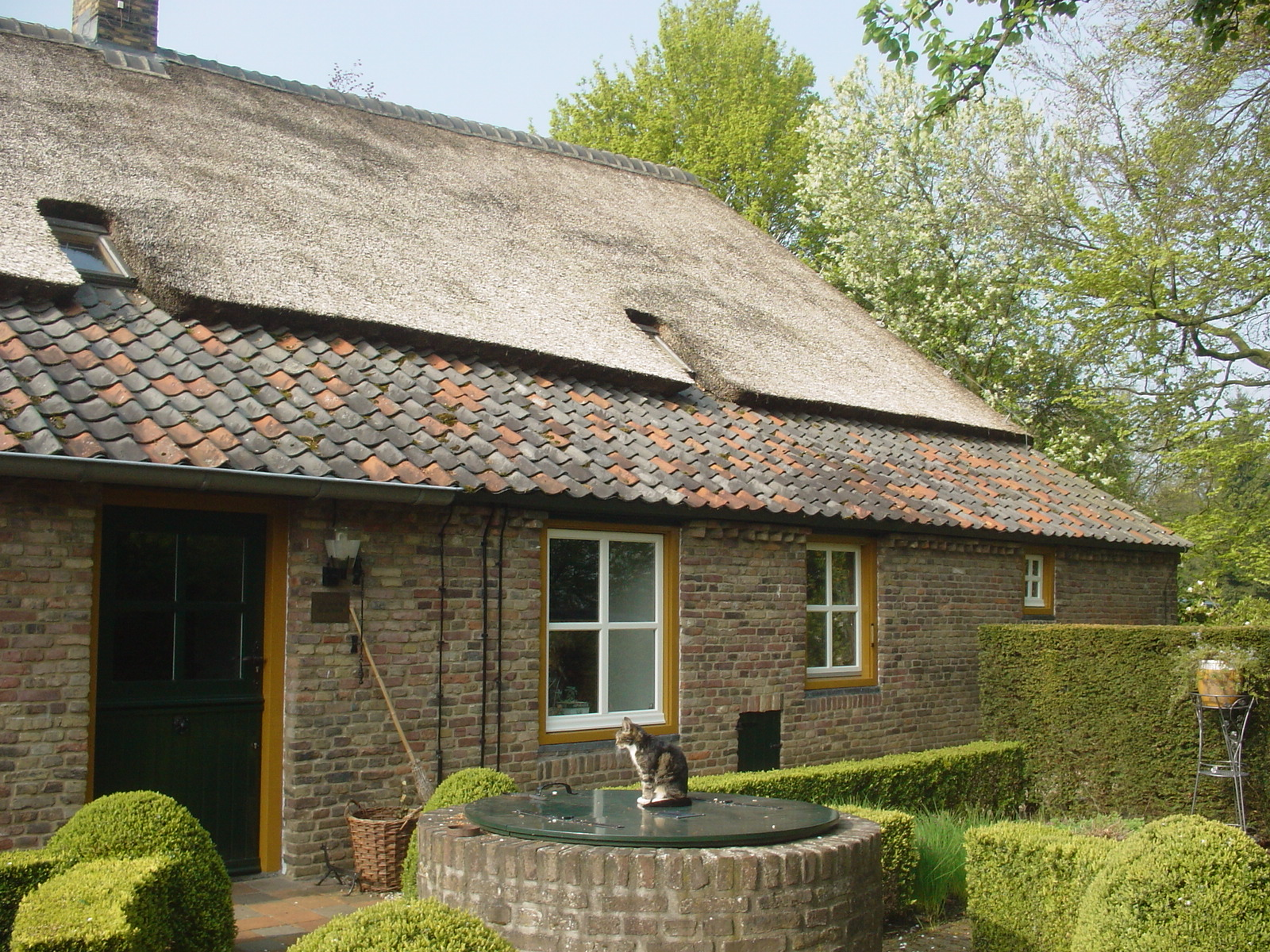
De noordgevel
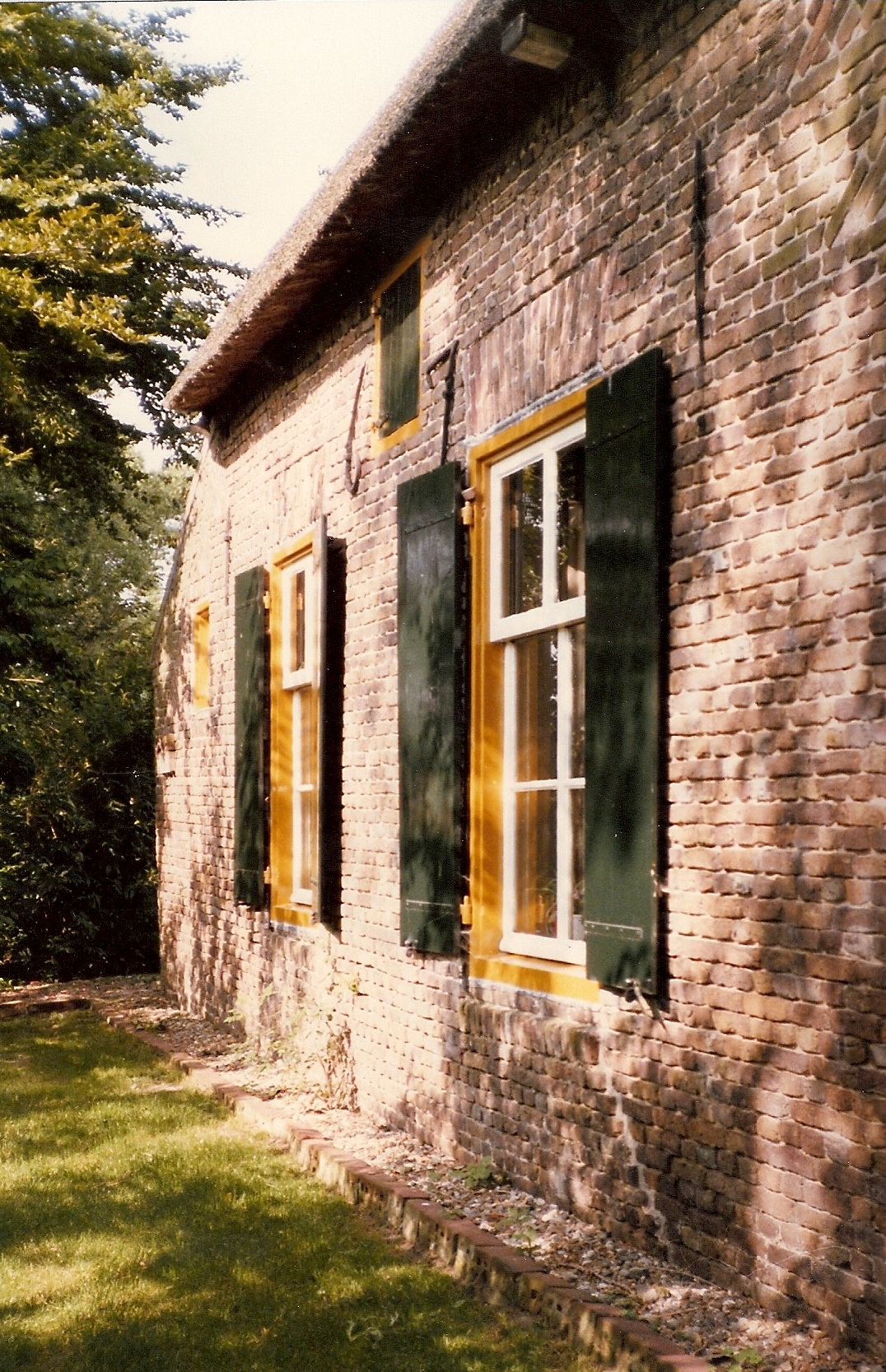
De westgevel
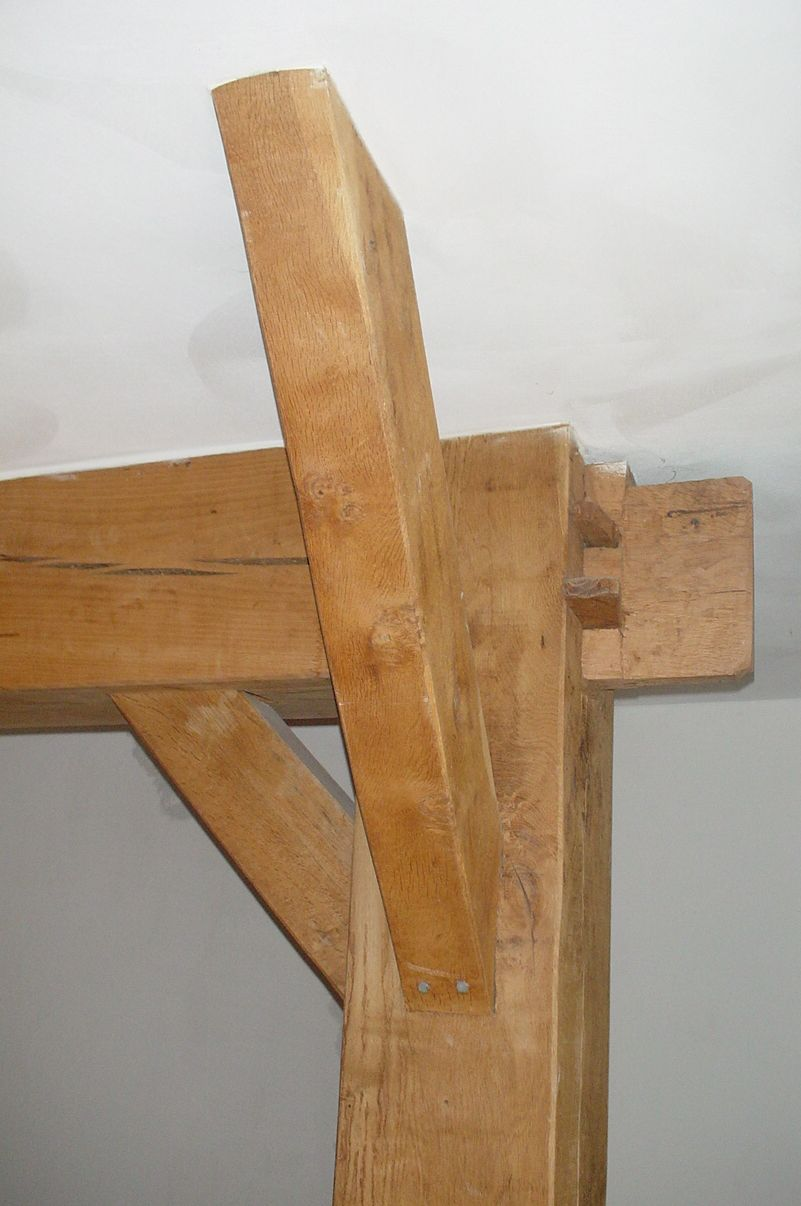
De nieuwe ankerbalk

Op 6 juni 1972 werd de Plashoeve op de vastgestelde lijst van Beschermde Monumenten geplaatst, als Boerderij van het Kempische Langgeveltype, 19de eeuw. Eventuele bezwaren konden gericht worden aan Hare Majesteit. Op 27 juni 1972 betrok de familie Brouwers de boerderij. Daarmee kwam na negen eeuwen een einde aan het agrarisch gebruik van de Plashoeve. Na twee en een half jaar waren op het ministerie alle procedures afgerond. Op 29 januari 1975 werd de Plashoeve definitief een rijksmonument.

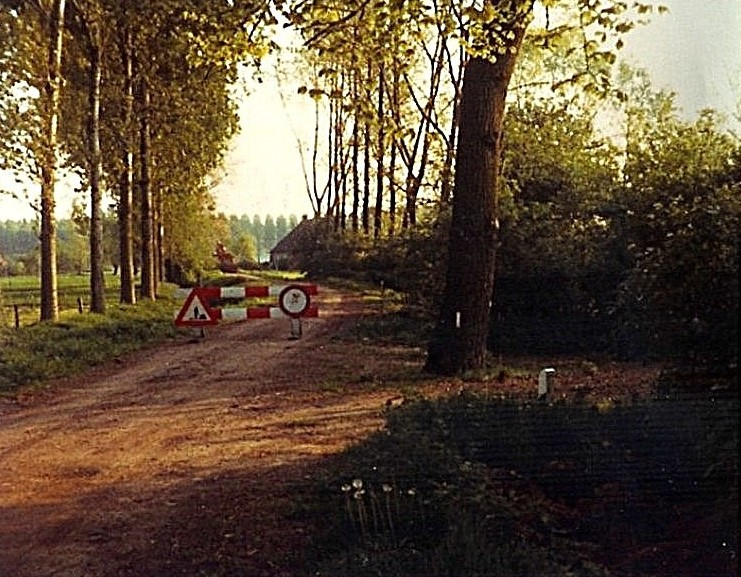
De Plashoeve wordt afgesloten van de Beemdkant. De ingang van de hoeve ligt achter het witte paaltje rechts.

De Plashoeve heeft altijd in een landelijk gebied gelegen, te midden van de weilanden en akkers van de Beemdkant en het Baverden. Het landschap werd gevormd door kleine percelen, van elkaar gescheiden door houtwallen. De percelen behorende bij één boerenbedrijf lagen daarbij vaak ver uit elkaar. Het gebied werd doorsneden door bochtige sloten en waterlopen en door enkele kromme zandwegen. Eind jaren 60 van de 20e eeuw werden de percelen opnieuw verkaveld in het kader van de ruilverkaveling. Deze ruilverkaveling heeft het landschap rond de Plashoeve ingrijpend veranderd. De historische zandwegen Kromme Eikstraat en Rijkstraat vervielen en ongeveer op dezelfde plaats werd een verharde weg aangelegd, de Provinciale Weg, die het verkeer op het traject Aarle-Rixtel - Sint-Oedenrode om het dorp Lieshout heen moest leiden. Ten zuiden van die weg, waar voorheen het Baverden was gelegen, werd een nieuwbouwwijk geprojecteerd. Ten noorden van de Provinciale Weg behield de Beemdkant zijn agrarische bestemming. De nieuwe wegen op de Beemdkant zijn verhard en net zoals de nieuwe sloten en waterlopen vrijwel recht. De percelen zijn groter en per boerenbedrijf meer aaneengesloten. De houtwallen zijn geheel verdwenen. Het deel van de Beemdkant waar de Plashoeve op uitweegt werd niet verhard en uiteindelijk in 1981 voorbij de inrit van de hoeve afgesloten.